# ビザンティン建築

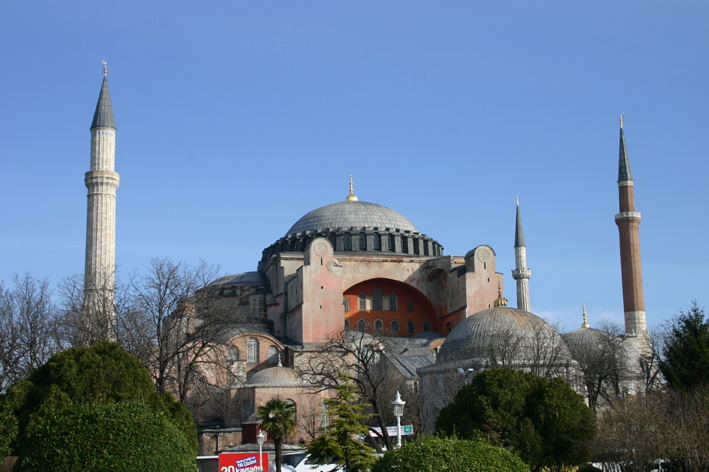
イスタンブールのハギア・ソフィア大聖堂。周囲の4本のミナレットはオスマン帝国時代にモスクに転用された際に付け加えられたもの。

ビザンティン建築（ビザンティンけんちく、英語: Byzantine Architecture）は、東ローマ帝国（ビザンツ帝国、ビザンティン帝国）の勢力下で興った建築様式である。5、6世紀ころから、コンスタンティノープル（旧称はビュザンティオン）を中心に興った。特色は正方形またはギリシャ十字形の平面、ドーム、金地の華麗なモザイク、大理石の張石などである。日本語ではビザンツ建築と呼ばれる場合もある。
4世紀ごろには帝国の特恵宗教であるキリスト教の儀礼空間を形成し、そのいくつかは大幅な補修を受けているものの、今日においても正教会の聖堂、あるいはイスラム教のモスクとして利用されている。
ローマ建築円熟期の優れた工学・技術を継承し、早い段階で技術的成熟に達するが、その後、東ローマ帝国の国力の衰退と隆盛による影響はあるものの、発展することも急速に衰退することもなく存続した。
キリスト教の布教活動とともに、ブルガリアやセルビアなどの東欧の東ローマ帝国の勢力圏のみならずロシアあるいはアルメニアやジョージアなど西アジアにも浸透していった。その影響力は緩やかなもので、地域の工法・技術と融合しながら独自の様式を発展させた。また、初期のイスラーム建築にも影響を与えている。

## 概要

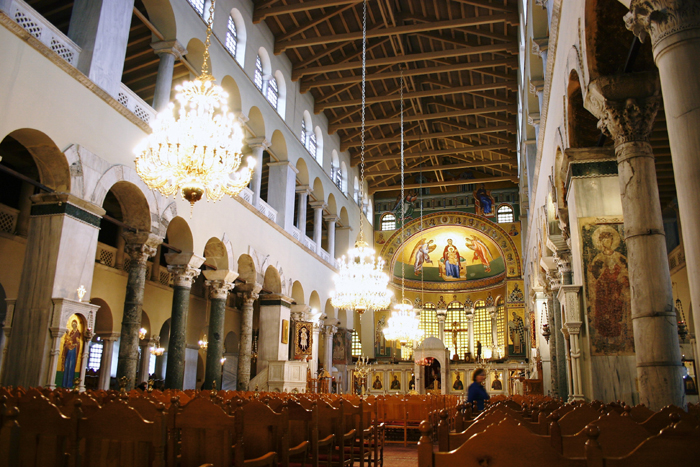
アギオス・ディミトリオス聖堂（テッサロニキ）初期キリスト教建築におけるバシリカ式教会堂。

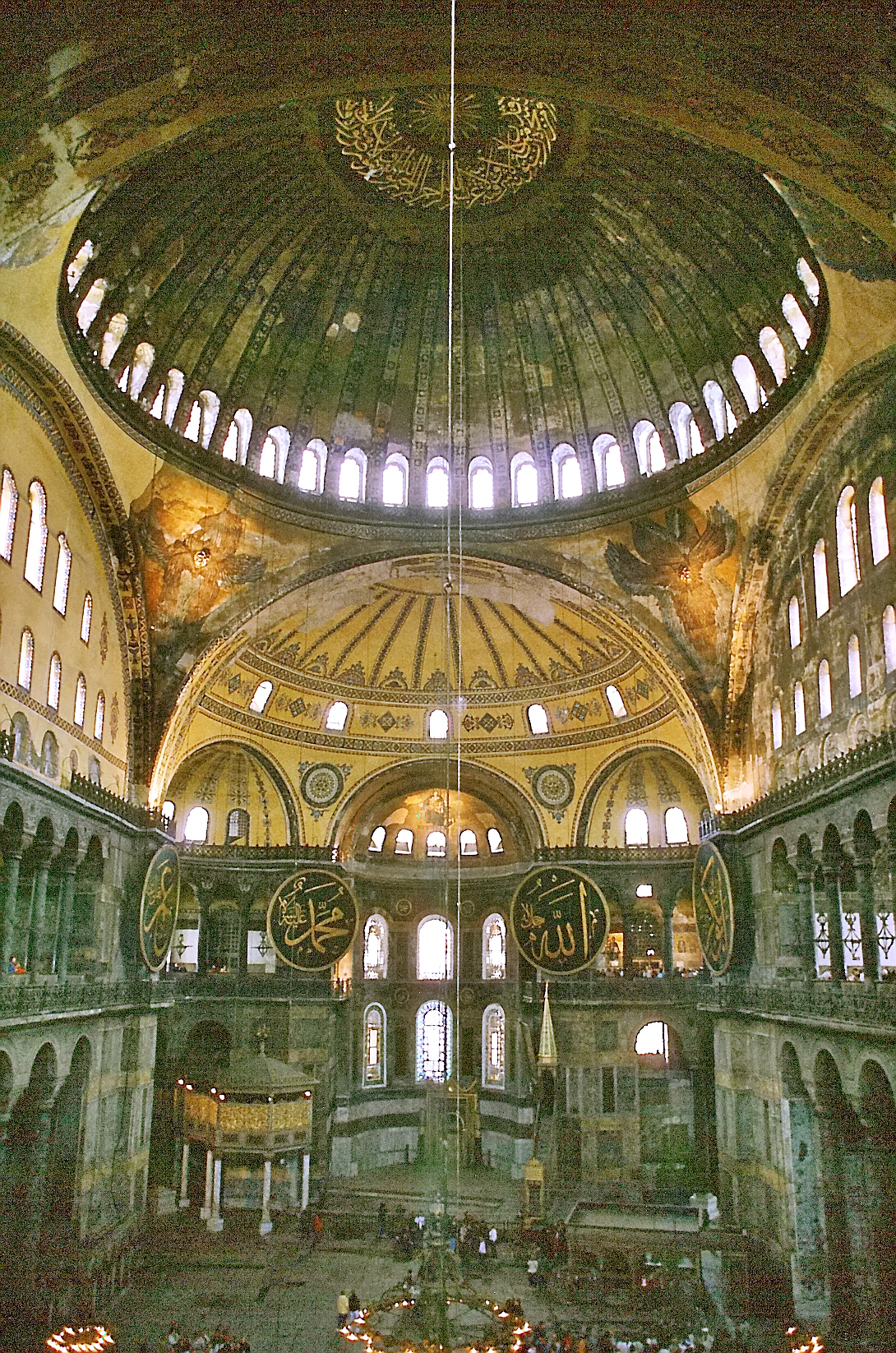
ハギア・ソフィア大聖堂
ローマの建築技術を結集した初期ビザンティン建築の傑作。バシリカとドームの融合した教会堂。

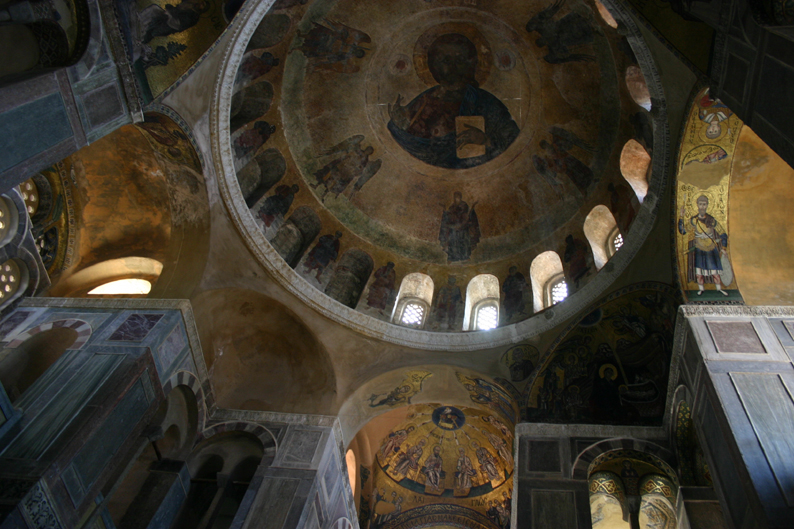
オシオス・ルカス修道院中央聖堂
中期ビザンティン建築のスクィンチ式複合型教会堂。

ビザンティン建築を単に時代区分としてとらえた場合、コンスタンティヌス大帝が330年に首都をビザンティウム（のちコンスタンティノポリス）に移転したときから、1453年のオスマン帝国によるローマ帝国滅亡までのほぼ1100年間にも及ぶ時代を指しているが、「東ローマ帝国」「ビザンツ（ビザンティン）帝国」といった呼称が、現代の歴史編集によって、東方世界に継承されたローマ帝国を便宜上区分しているだけであるのと同様に、ビザンティン建築についても、4世紀の時点でローマ建築との様式的、工学的な転換点が明確に存在するわけではない。
4世紀から5世紀にかけて、ローマ帝国では国教となったキリスト教の礼拝空間が形成され、今日、これは特に初期キリスト教建築と呼ばれている。キリスト教徒は教会堂を建設するにあたって、ローマの世俗建築であるバシリカを採用したが、ユスティニアヌス帝の君臨した6世紀に、宗教空間としてより象徴性の高いドームを取り入れた儀礼空間を創造した。ハギア・ソフィア大聖堂はその嚆矢であり、バシリカとドームを融合したキリスト教の礼拝空間はそれまでにないまったく新しい形態であった。これは、ローマ帝国から受け継がれた高度な建築技術によって完成したものであり、初期ビザンティン建築の傑作であるとともに、ローマ建築の技術的な最終到達点であるといえる。
しかし、イスラム帝国や異民族の侵入による国土の縮小、帝国の政治機構の転換に伴ってビザンティン建築も変容し、やがて初期ビザンティン建築とは異なった特有の建築形態を獲得するに至った。初期のビザンティン建築が勢力下に張りめぐらされた建築材料の流通経路や建設のための高度な施工技術から、ローマの建築（末期ローマ建築）でもあるといえるのに対し、7世紀から9世紀にかけての東ローマ帝国は、古代世界とは異なった状況を迎えているため、この暗黒時代をビザンティン建築のひとつの分岐点とする指摘もある。
中期以降の東ローマ帝国は地中海貿易の優位性を失い、唯一の大都市コンスタンティノポリスを擁する農業国となったため、初期の建築とは必然的に異なる様相を見せる。11世紀初頭には皇帝バシレイオス2世の元で東ローマ帝国は最盛期を迎えるが、巨大な公共建築物は必要とされなくなり、建設の主流は貴族や有力者の個人礼拝のための施設に向けられた。これは9世紀まで続いた聖像破壊運動が修道院の独立を促し、修道院の建設、移転、譲渡が裕福な寄進者によって行われるカリスティキアと呼ばれる制度が形成されたことによる。多数の人員を収容する必要がなくなったため、教会堂は小型化し、その結果、それまでのバシリカは放逐され、内接十字型とよばれるドームを頂く中小規模の教会堂建築が主流となった。
9世紀から13世紀までの中期ビザンティン建築には、ほとんど変化が見られなかったが、十字軍の侵略による国家の分裂、西ヨーロッパの宮廷とのつながりなどにより、帝国末期の建築には多様性が見られるようになった。帝国に在留する西欧人は自国の建築を移植したため、末期ビザンティン建築にはロマネスク建築やゴシック建築の影響を受けたものも散見されるが、その発展は帝国の滅亡とともに途絶え、東欧諸国の建築にその影響を残すのみとなった。
東ローマ帝国では、住宅や宮殿、貯水槽、要塞、橋梁、慈善施設などの建造物が造られたことが豊富な文献より明らかであるが、こうした中期以降の世俗建築はほとんど残っていない。また、東ローマ帝国の文書は細部の説明が不明瞭で、日常生活についての記述がほとんどないため、ビザンティン建築の実情をはっきりと説明できる建築物は残存する教会堂建築に限られる。しかし、東ローマ帝国の人々は教会建築しか造らなかったわけではない。

## 歴史

### 初期ビザンティン建築
4世紀から6世紀までの初期ビザンティン建築は、末期ローマ建築の要素と初期キリスト教建築が混在しているが、両者の明確な区別はほとんど不可能である。また、この時代の宮殿・住居などの世俗建築は図版や文献も含めてあまり残っておらず、これについての記述は今後の発掘・研究を待たねばならない。一方で、今日、初期キリスト教建築と呼ばれる建築群については、原型のまま残っているものはないものの、文献や遺構の調査によってその全貌が知られている。

#### 初期キリスト教建築

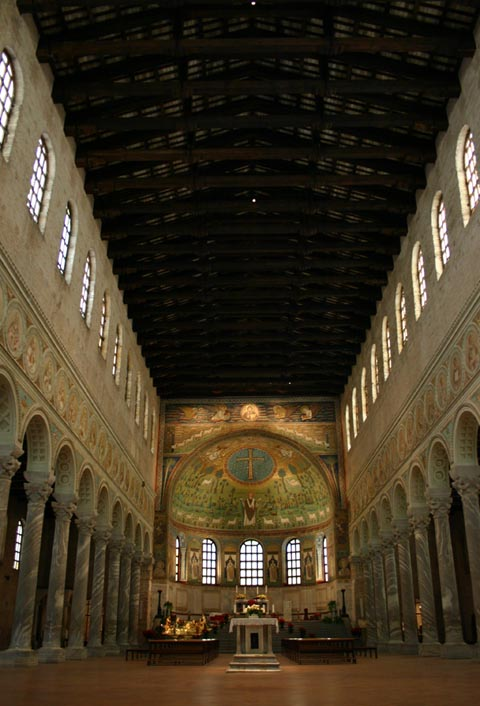
サンタポリナーレ・イン・クラッセ聖堂
典型的なバシリカ平面の教会堂内部。高窓のある身廊とそれより低い側廊からなる。

黎明期のキリスト教は美術に対して敵対的で独自の宗教美術は持たず、文献などから宗教行事は比較的大きな個人邸宅を借用していたと考えられている。しかし、布教地域が拡大するにつれて宗教美術も発展し始め、4世紀前半にはローマの神々を祭る異教礼拝堂を思わせないバシリカを採用することで礼拝空間を確立した。
ローマ建築におけるバシリカはそもそも礼拝を目的とした建築ではなかったが、キリスト教の宗教儀礼は一般信徒と司祭が参加する集会的形態であったため、宗教空間としては有効に機能したと推察されている。ただし、これはキリスト教独自の活動ではなく、ユダヤ教やミトラ教も同様で、ロンドンのクイーン・ヴィクトリア・ストリートに存在するミトラ教寺院（2世紀ごろ）の遺構などもバシリカ式神殿であることが知られている。

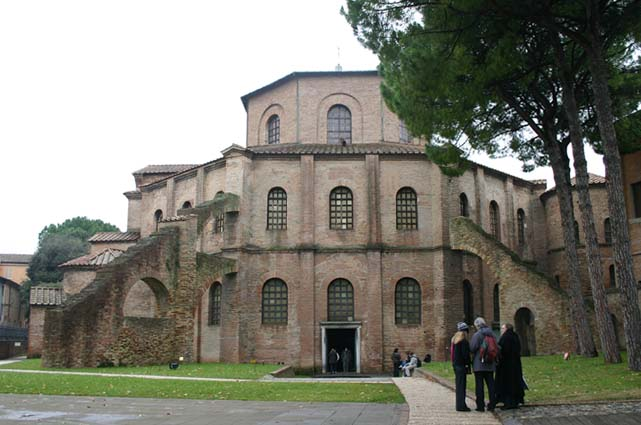
サン・ヴィターレ聖堂
聖ウィタリスの記礼拝堂。八角形の集中式平面を持った教会堂のひとつ。

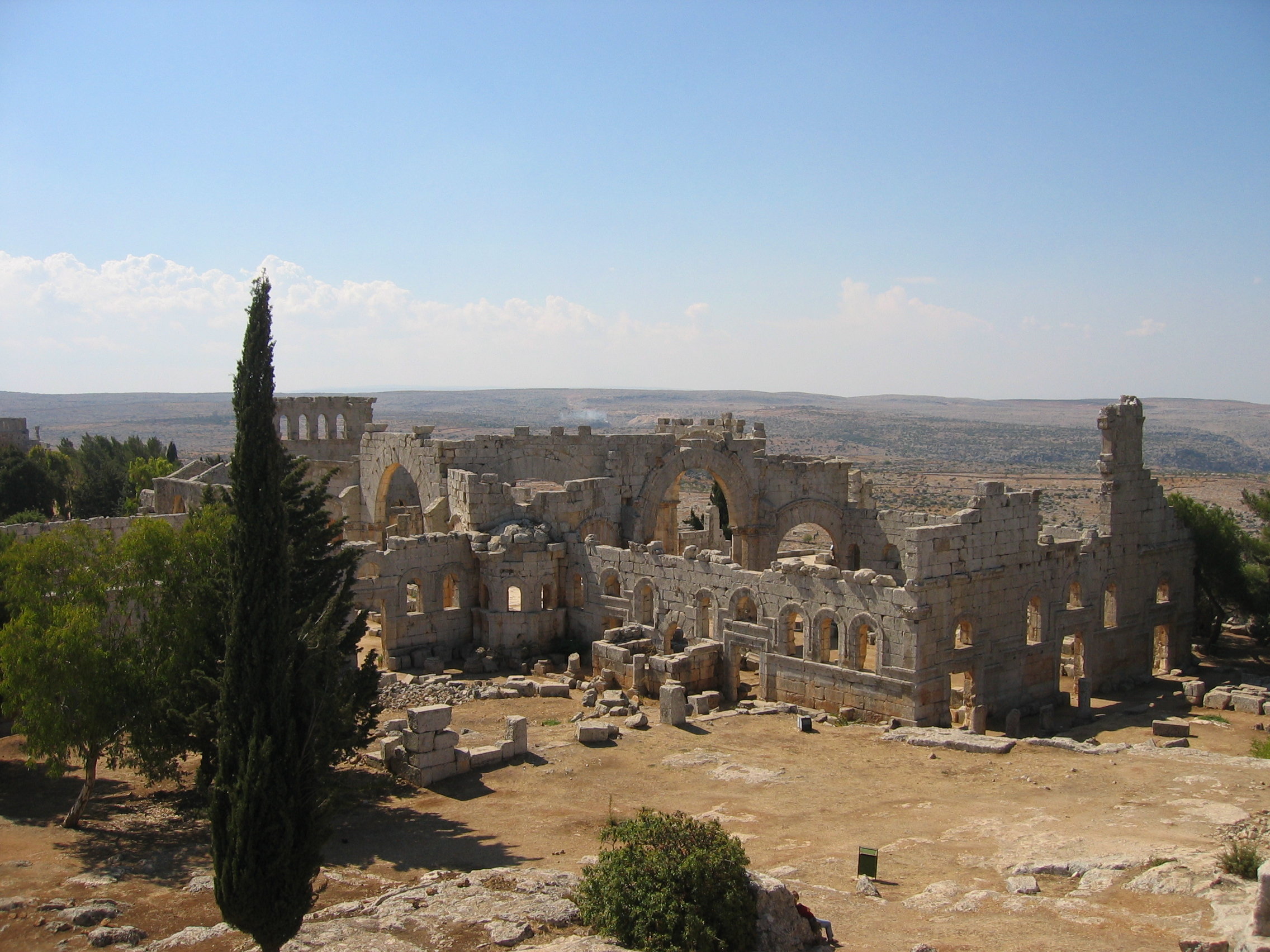
シリアのカラート・セマーン建築群
十字型の複合建築物で中央八角形の中庭に登塔者聖シメオンの柱があった。

初期キリスト教建築としては、ローマに初めて建設されたローマ司教座教会堂であるコンスタンティヌスのバシリカや、 450年ごろにコンスタンティノポリスに建設されたストゥディオス修道院のアギオス・ヨアンニス聖堂、同時代にテッサロニキに建設されたアギイ・アヒロピイトス聖堂、ラヴェンナに550年ごろ建されたサンタポリナーレ・イン・クラッセ聖堂、エルサレムの聖墳墓聖堂などが挙げられる。これらはすべてバシリカである。バシリカはキリスト教の儀礼空間としての必要性から採用されたというよりも、むしろ建設が容易で比較的自由に大きさを決めることができ、装飾によって神聖な空間を得やすく、儀礼空間として融通が利くという実際的な理由から大量生産されたと考えられている。
初期キリスト教建築として特筆すべきもうひとつの重要な建築は、聖地や殉教者の記念碑として建設されたマルティリウム（記念礼拝堂）である。324年ごろに建設されたローマのサン・ピエトロ大聖堂は、典礼を行うための教会堂ではなく、ペテロの墓所を参拝するための記念礼拝堂として建設された。333年ごろに起工されたベツレヘムの聖降誕教会や、キリストが弟子たちに説法を行ったとされる洞窟を収容したエレオナ教会礼拝堂、ラヴェンナのサン・ヴィターレ聖堂、5世紀中期に建設されたテッサロニキのアギオス・ディミトリオス聖堂などの建築はすべてマルティリウムであるが、崇拝の対象物や敷地の形状に従わなければならなかったため、バシリカ、八角堂、十字型など、さまざまな形式で創られた。また、その多くは修道院や付属教会堂など、徐々にさまざまな用途の建築が建て増しされ、大規模な複合建築物となった。5世紀初期に建設された登塔者聖シメオンを崇敬するための宗教施設であるカラート・セマーン建築群や、ルザファ建築群、ゲラサ建築群などはその好例である。
このようなマルティリウムの建設は、聖地への巡礼運動と密接な関係がある。6世紀末期まで、コンスタンティノポリスからシリアに至る東地中海沿岸部では活発な交易が行われており、港湾都市は貿易によって賑わった。これらの都市を経由する聖地への巡礼も大々的に行われており、人と金の大動脈が形成されていた。このため、沿岸部の港湾都市には聖堂や都市の遺跡が数多く残る。エフェソスやハリカルナッソス（現・ボドルム）のほか、日本調査隊が発掘したリキア地方のゲミレル島、アンティオケイアなどに、その痕跡を見ることができる。
アンティオケイアやカラート・セマーンなどの巨大宗教施設は、5世紀末から急速に繁栄した北シリアの経済発展がもたらしたものであるが、5世紀末から6世紀初頭のキリスト教建築は、地域の独自性というものも見過ごすことのできない大きな潮流となっていた。これは地域の経済活動と修道院主義の結びつきや、帝国の地政学的要因、あるいは神学論争と関連する（詳しくはキリスト教の歴史を参照）。特に、隔たりを大きくしたキリスト教各派の神学論争は地域性に深い影響を与えており、カラート・セマーンのように皇帝の経済援助を受ける修道院は別として、この当時のシリア、エジプトの教会建築はコンスタンティノポリスの影響をほとんど受けることがなかった。このような建築的特徴は、異端とされた単性論教会の活動と、シリア語・コプト語の成立とともに、民族主義的傾向の一端としてしばしば参照される。

#### ユスティニアヌス帝時代の建設事業

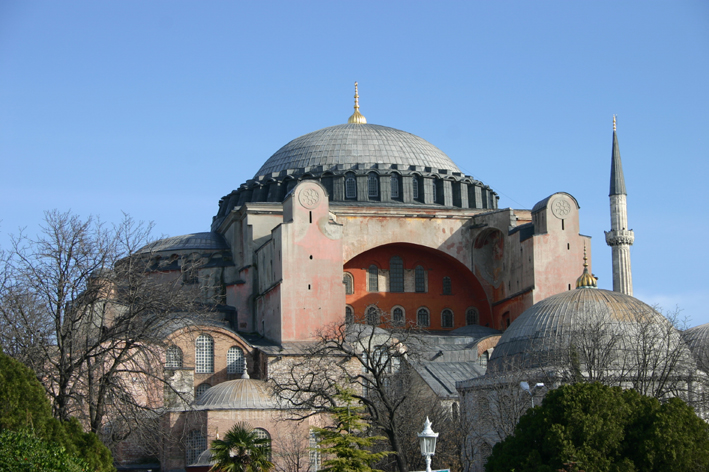
ハギア・ソフィア大聖堂
ドームを頂く集中式平面と側廊を持つバシリカ平面の融合プランを持つ。キリスト教礼拝空間の転換点となったことでも重要な建築物。

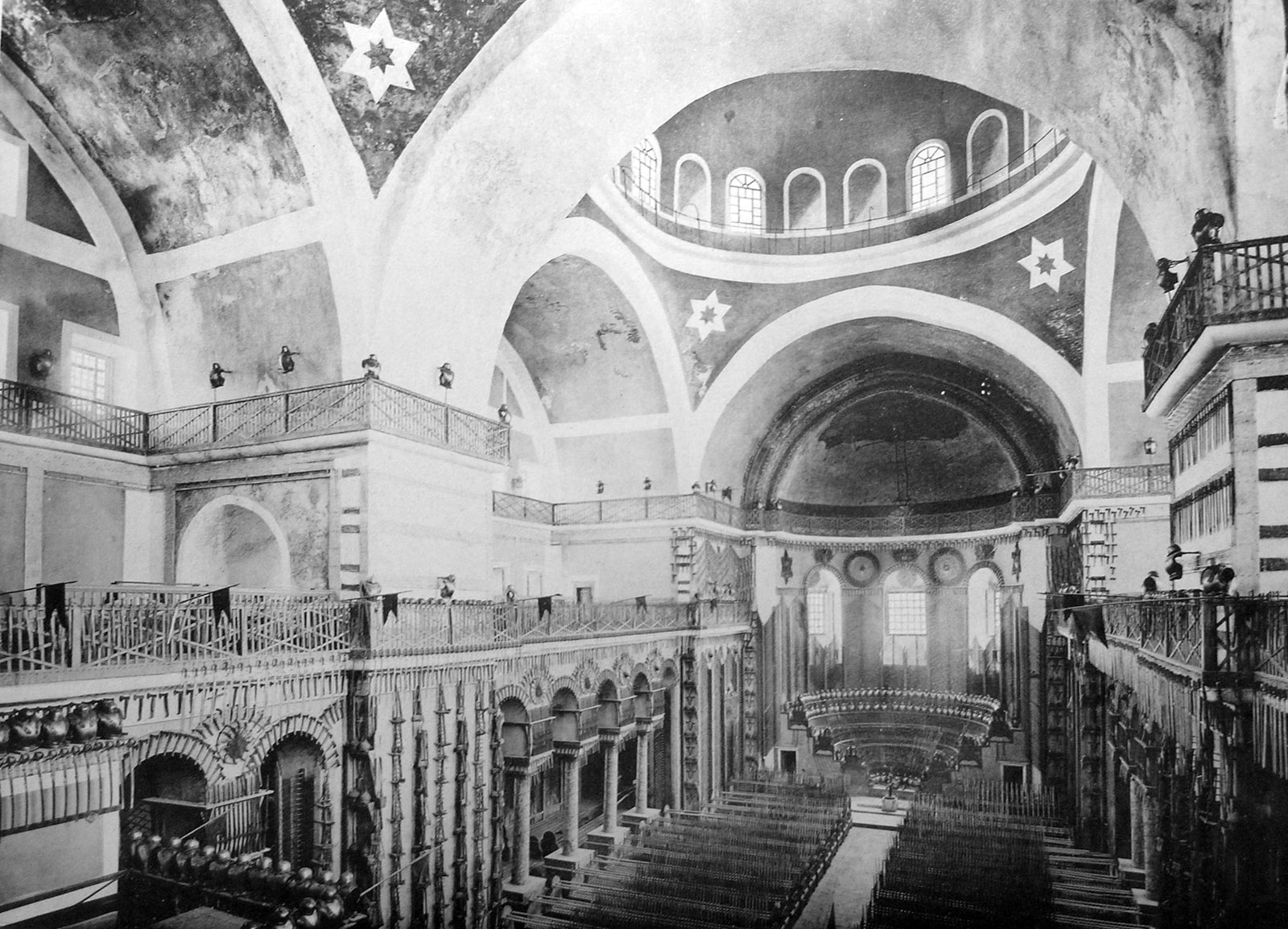
ハギア・エイレーネー聖堂
円蓋式バシリカ平面の教会堂。ユスティニアヌス帝時代に形成された形態のひとつ。

553年から始まるユスティニアヌス帝の時代は、初期ビザンティン建築の胚胎期でありコンスタンティノポリスのハギア・ソフィア大聖堂、その先駆的建築と伝えられているハギイ・セルギオス・ケ・バッコス聖堂、アギオス・ポリエウクトス聖堂といった偉大なキリスト教建築物が建設された。これら首都の教会堂は、皇帝による事業という境遇や、その大きさからいって各地で安易に模倣されるものではなく、プランについても当時としてはかなり大胆なもので、当時のビザンティン建築の一般解と呼べるものではない。各地では、やはりバシリカ型の教会堂が継続して建設され続けていた。しかし、ユスティニアヌスの時代に建設された教会堂には、以下に挙げるような、のちにビザンティン建築では一般的となる特徴が認められる。
複雑な組積構造のため、独立柱と水平梁が衰退した。
東ローマ帝国はギリシア世界であったが、ギリシア建築由来の独立柱・水平梁は構造的意味を失い、水平梁は6世紀末にまったく消滅し、独立柱は副次的な要素でしかなくなった。コリント式とイオニア式の柱頭もインポスト柱頭にとって代わられた。
バシリカとドームを融合するプランが形成された。
ユスティニアヌスの時代には首都に限られた事象であるが、ドームを頂く集中型教会堂とバシリカ型教会堂を組み合わせた円蓋式バシリカ（ドーム・バシリカ）と呼ばれる形式の教会堂が建設された。ハギア・ソフィア大聖堂もその試みの一つで、より小型のものでは皇帝宮殿の側に建設されたハギア・エイレーネー聖堂がある。
ユスティニアヌスの時代は、ベリサリウスに仕えた歴史家プロコピオスの著作から、初期キリスト教建築以外の世俗建築についての情報が得られている。これによると、ユスティニアヌスの建築に対する主眼は、あらゆる意味での国家防衛政策にあり、アナスタシウス1世から引き継いだ国境線の防壁補強事業に注がれているという点が指摘されている。コンスタンティノポリスは、すでにテオドシウスの城壁によって十分に拡張されていたが、ユスティニアヌスは国境の防衛を図るため、地方都市の城壁を首都に倣って増強した。ユスティアナ・プリマ（現・ツァリチン・グラード）やセルギオポリス（現・ルザファ）、ゼノビア、アインタプ（現・ガズィアンテプ）といった市街には難攻不落の城塞が建設され、意図的に破壊されていないものは、現在でもその姿を目にすることができる。ユスティニアヌスにより、シナイ山に燃える柴を記念して建設されたハギア・エカテリニ修道院も、帝国が異民族の侵入を防ぐための防衛屯所であり、防壁に囲まれた武装修道院として設立された。

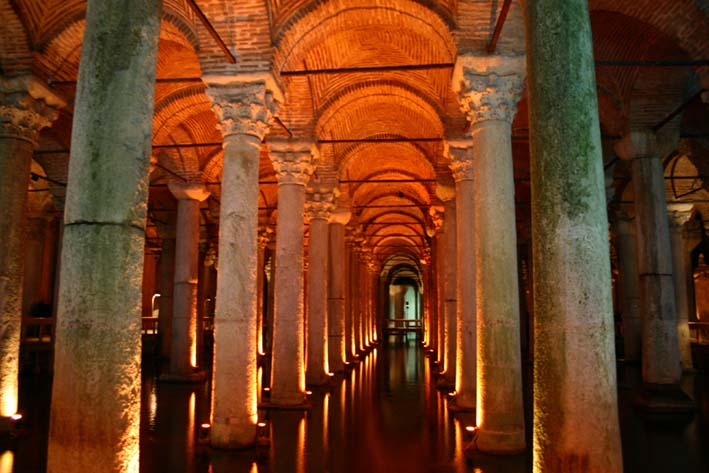
システルナ・バシリカ
観光名所となっている地下貯水槽。天井を支える柱は長さも様式もまちまちである。

東ローマ帝国の給水設備についてはあまりよく分かっていないが、ユスティニアヌスの時代に2つの大貯水槽が造られたことが知られている。ひとつは今日、地下宮殿（イェレバタン・サラユ）と呼ばれる138メートル×65メートルにも及ぶシステルナ・バシリカで、1列12本の列柱を28列備えたものである。柱はアカンサス柱頭を備えた一見豪華なものもあるが、これは5世紀に流行した型で、当時石工が持っていた在庫品を処分したものであるとの見方が有力である。もうひとつは、千一本の円柱宮殿（ビンビルディレク）と呼ばれるフィロクセノス貯水槽である。こちらはインポスト柱頭を用いた64メートル×56メートル貯槽であるが、構造は2本の円柱を上下に連結した大胆なもので、天井から床までの高さは15メートルにも達する。このような危険な構造を採用したのは、15メートル近い柱を調達するよりもコストと手間が省けるからである。
ユスティニアヌス時代の建築はビザンティン建築の始まりであるとともに、世界帝国ローマの、そしてローマ建築の技術的可能性の最終局面であるといえる。以後のビザンティン建築は、この時代の技術革新によってもたらされた要素を継承していくが、工学的な面において、これを発展させていくことはなかった。

### 暗黒時代

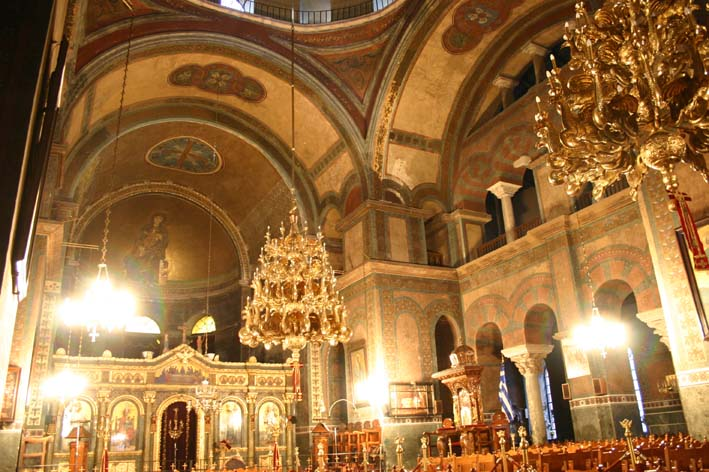
テッサロニキのハギア・ソフィア聖堂
6世紀から9世紀の過渡期の建築である円蓋式バシリカ。

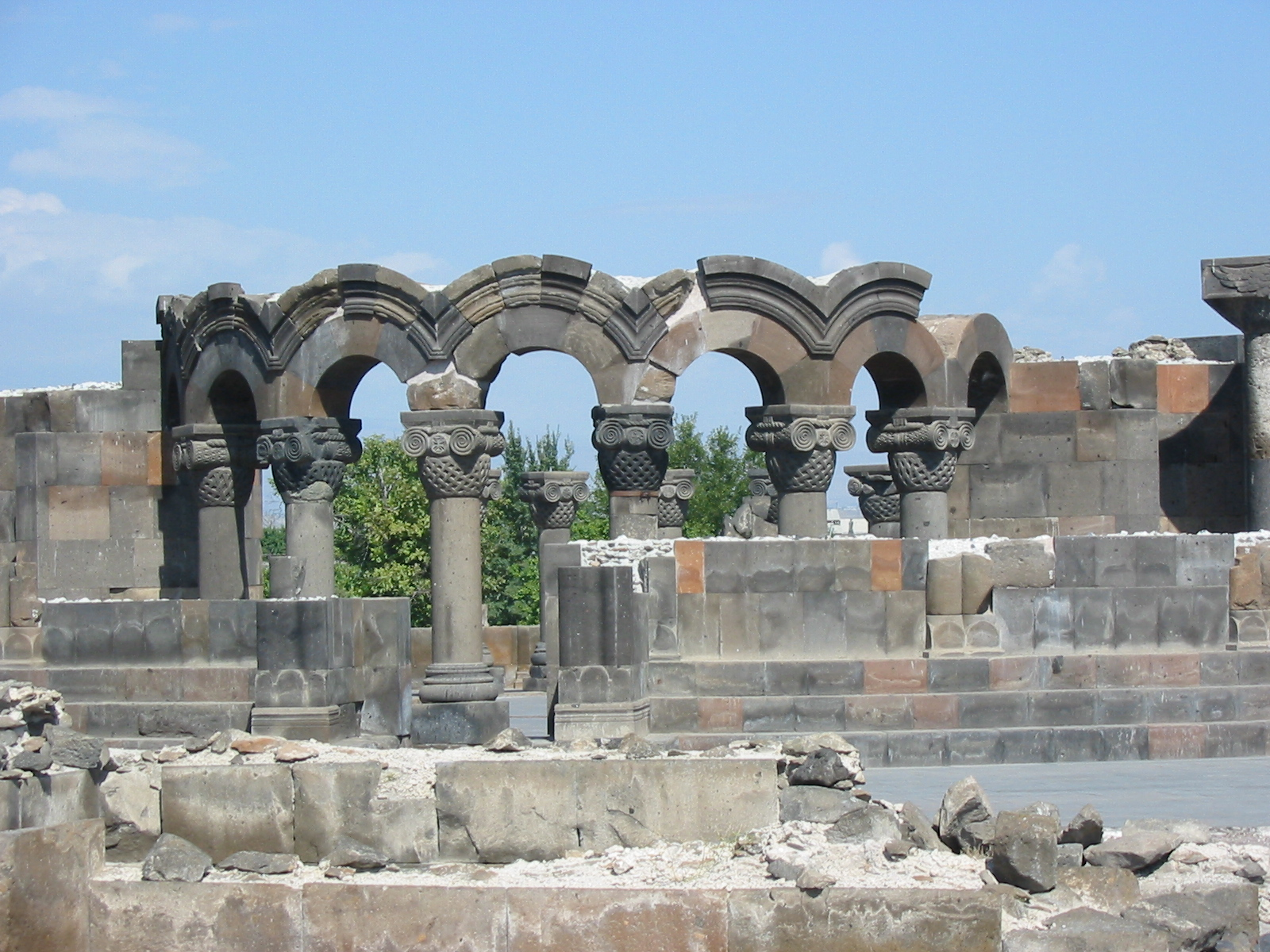
アルメニア・ズヴァルトノッツ教会堂
外壁は円筒形であるがその内部に四葉型の内陣がある特殊な形式の教会堂。

600年前後に始まる暗黒時代は、東ローマ帝国の建築活動に完全な停滞をもたらした。東ローマ帝国の勢力範囲はその大部分がウマイヤ朝や他民族によって侵略を受け、腺ペストの流行と旱魃、地震被害による人口の減少により、都市生活は破壊された。これらの地域で今日まで残る初期ビザンティン建築はほとんどないが、小アジア一帯では、東ローマ帝国の領土と経済が復興した際に、廃墟となった聖堂の身廊および側廊が、近隣住民の墓地として利用された。
コンスタンティノポリスや、テッサロニキ、モネンヴァシア、アテナイなど、イスラームの侵略をはねのけた地域もあったが、地方都市で都市生活を営むことができたかどうかは疑問であり、新たな教会堂の建設は行われなかったか、あるいは行われたとしても施工精度の悪いものであったと考えられる。この時期に建設された建物の詳しい年代や建設意図の大部分は資料が少なく、よく分かっていない。6世紀から9世紀に建設されたと確認できる教会堂は、テッサロニキのハギア・ソフィア聖堂のほか、現存するものではデレアジの教会堂（現在は廃墟）やミュラ（現・デムレ）のアギオス・ニコラオス聖堂など、わずかしか知られていないが、ハギア・エイレーネー聖堂に見られる円蓋式バシリカ、あるいはクロス・ドーム・バシリカが各地に建設された。この形式は、6世紀から9世紀にかけてのビザンティン建築の過渡期を特徴づけるものと考えられている。
暗黒時代のビザンティン建築は、イスラームに包囲されて疲弊した首都に、援軍として迎えられたアルメニア人やグルジア人によって保持された。彼らは常に独自性を保ちながら東ローマ帝国の文化を取り入れ、帝国が暗時代に突入するまさにその時期に芸術の最盛期を迎えた。
アルメニアの教会建築は5世紀ごろにまでさかのぼり、初期にはトンネル・ヴォールトを用いたバシリカを採用した。しかし、6世紀末にはバシリカは造られなくなり、代わってドームを持つ集中形式が好まれるようになった。7世紀に東方キリスト教を主導するに至ったころには、三葉型と四葉型、八角堂型、円筒形の四葉型、内接十字型の4つの形式が発展する。これらはアルメニアにおいて発展した形跡がなく、メソポタミアから北シリアにいたる東方の形式を取り入れたものと考えられるが、これらの地域の教会建築がまったく残っていないため、どのような形でそれがアルメニア建築の中に取り入れられたのかは分かっていない。彼らもまた、7世紀後半にはイスラーム帝国の侵略の前に屈服し、その教会堂も大半が放棄され廃墟となったが、その建築のアイディアはビザンティン建築の本流に取り入れられた。

### 中期ビザンティン建築
アラブ人の侵略によって国土を大幅に縮小した東ローマ帝国は、9世紀前半になってようやく安定を取り戻し、失われた領土の回復を進めていく。文化の面でも古代ギリシャ・ローマ文化の復興運動、すなわちマケドニア朝ルネサンスが興った。この帝国の建築活動が7世紀ごろまで変遷過程にあったこと、その後、内接十字型と呼ばれる独自の建築平面を獲得したことを考慮し、7世紀以降から9世紀にかけての東ローマ帝国の建築がビザンティン建築の始まりと考えることもできるとの指摘もある。

#### 再生の時代の教会建築

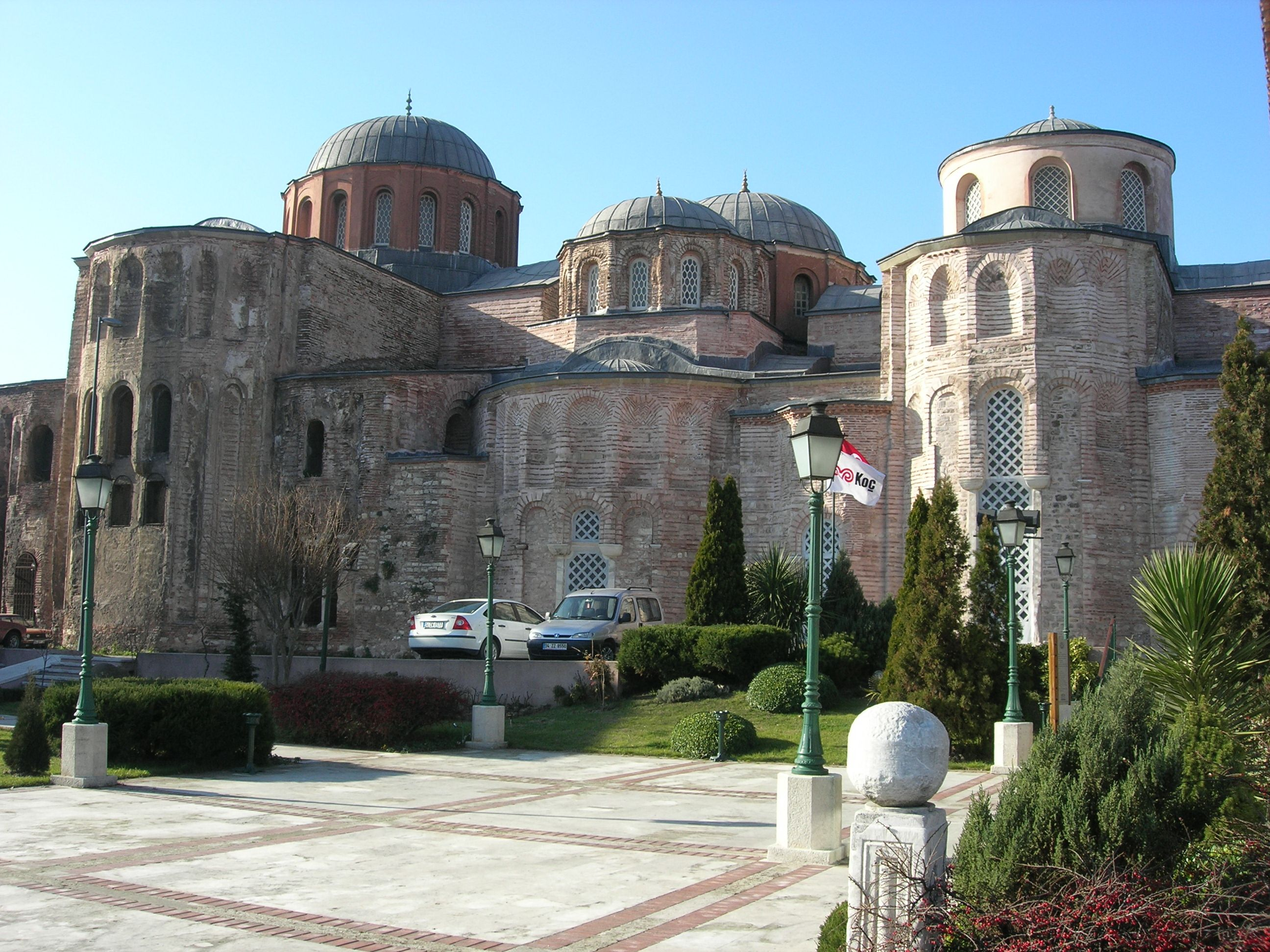
パントクラトール修道院聖堂
コムネノス朝の修道院。3つの複合聖堂。

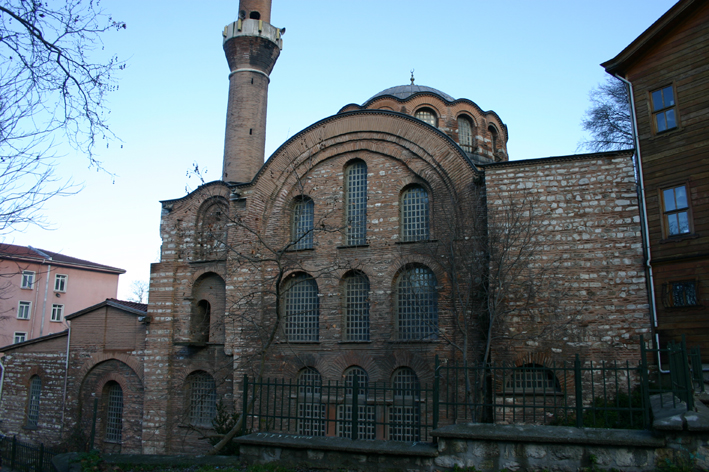
カレンデルハネ・ジャーミイ（キリスト・アカタレプトス修道院？）

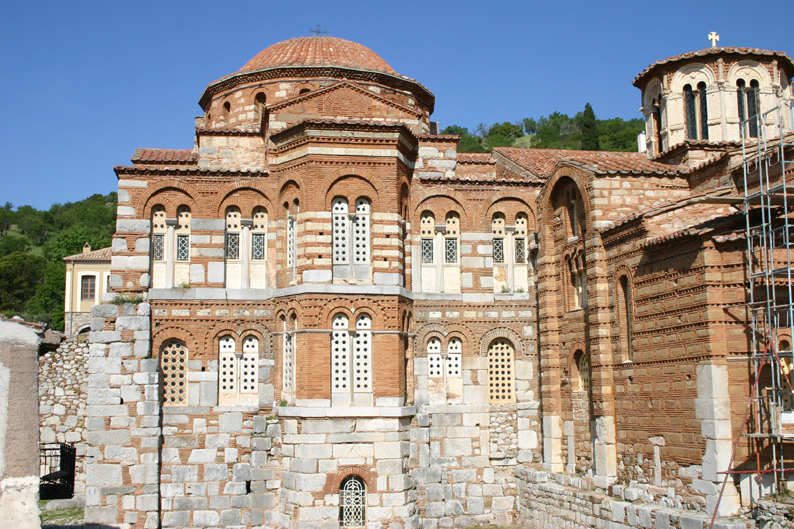
オシオス・ルカス修道院の中央聖堂

マケドニア王朝の開祖バシレイオス1世はローマ帝国再生を唱え、ユスティニアヌスに倣って建築活動を積極的に行い、ハギア・ソフィア大聖堂をはじめとする荒廃した教会堂を修復し、新たに教会と宮殿の一角を建設した。総主教フォティオスの下、帝国は栄光の再生を夢見たが、ユスティニアヌス帝の建設活動が主として巨大公共建築であったのに比べると、バシレイオス帝の建築活動ははるかに規模が小さく、私的建築活動と呼ぶべきものであった。宮廷の建築活動はすでにかなり縮小しており、その影響力も農業中心の地方域には波及せず、東ローマ帝国一の大都市であるコンスタンティノポリスに限定されたものであった。このような私的援助は宮廷に限らず貴族によって模倣され、ビザンティン建築はこの後、私的建築活動によって存続することになる。
976年から始まるバシレイオス2世の治世になると、国庫の収入は改善され、セルジューク朝侵入に至る1071年まで、ビザンティン建築は活動最盛期を迎えることになる。バシレイオス2世は厳格な軍人皇帝であったため、その偉業にもかかわらず、彼の銘による建築は現在まで発見されていない。皮肉にも、中期ビザンティン建築の革新は、彼の後継者たちの散財によってもたらされた。11世紀は建築の革新期で、1028年のロマノス3世アルギュロスによるパナギア・ペリブレプトス修道院、1034年にミカエル4世によって建設されたアギイ・コスマス・ケ・ダミノス聖堂、コンスタンティノス9世モノマコスによるマンガナのアギオス・ゲオルギウス聖堂などの大規模で壮麗な教会堂が建設された。これらはどれも現存していないが、下部構造からの推定ではアルメニアの影響が認められ、当時建設された教会建築に大きな影響を与えたと考えられる。その一例としては、ネア・モニ修道院、オシオス・ルカス修道院の中央聖堂に見られるスクィンチ式の教会堂建築がある。
セルジューク朝の侵攻と一次十字軍の派遣という東西文化の軋轢に悩まされるコムネノス王朝時代には、中期ビザンティンの建築活動は保守的になり、マケドニア朝の革新的な平面計画は棄てられ、すでに確立した内接十字型平面が好まれるようになった。キリスト・パンテポプテス修道院聖堂は、皇帝アレクシオス1世コムネノスの母アンナ・ダラセーナによって1100年に創建されたが、建築形態は内接十字型のうち4円柱式と呼ばれる平面で、すでに暗黒時代に建設されていたもので、新しい要素はまったくない。1124年ごろに建設されたキリスト・パントクラトール修道院の北聖堂である生神女エレウーサ聖堂も同様の平面である。また、コーラ修道院の中央聖堂とカレンデルハネ・ジャーミイのように、暗黒時代に流行したクロス・ドーム形式の教会堂も建設された。このような状況は、西方と東方から迫る圧力に対し、純粋に正教会のもの、東ローマ帝国のものと思われたものを選択する意図があったと考えられる。
中期ビザンツの教会堂は私的礼拝のために建設されたため、大規模なものは存在しない。仮に多くの市民を収容するような需要があったとしても、古代に繁栄した都市であれば、減少した人口を収容できる程度の教会堂はすでに存在することが多かった。何より、この時代の東ローマ帝国はハギア・ソフィアのような大規模建築物を建てられるような国家体制ではなく、建築的関心は修道院の教会堂建設に向けられていた。

#### 修道院の建築活動

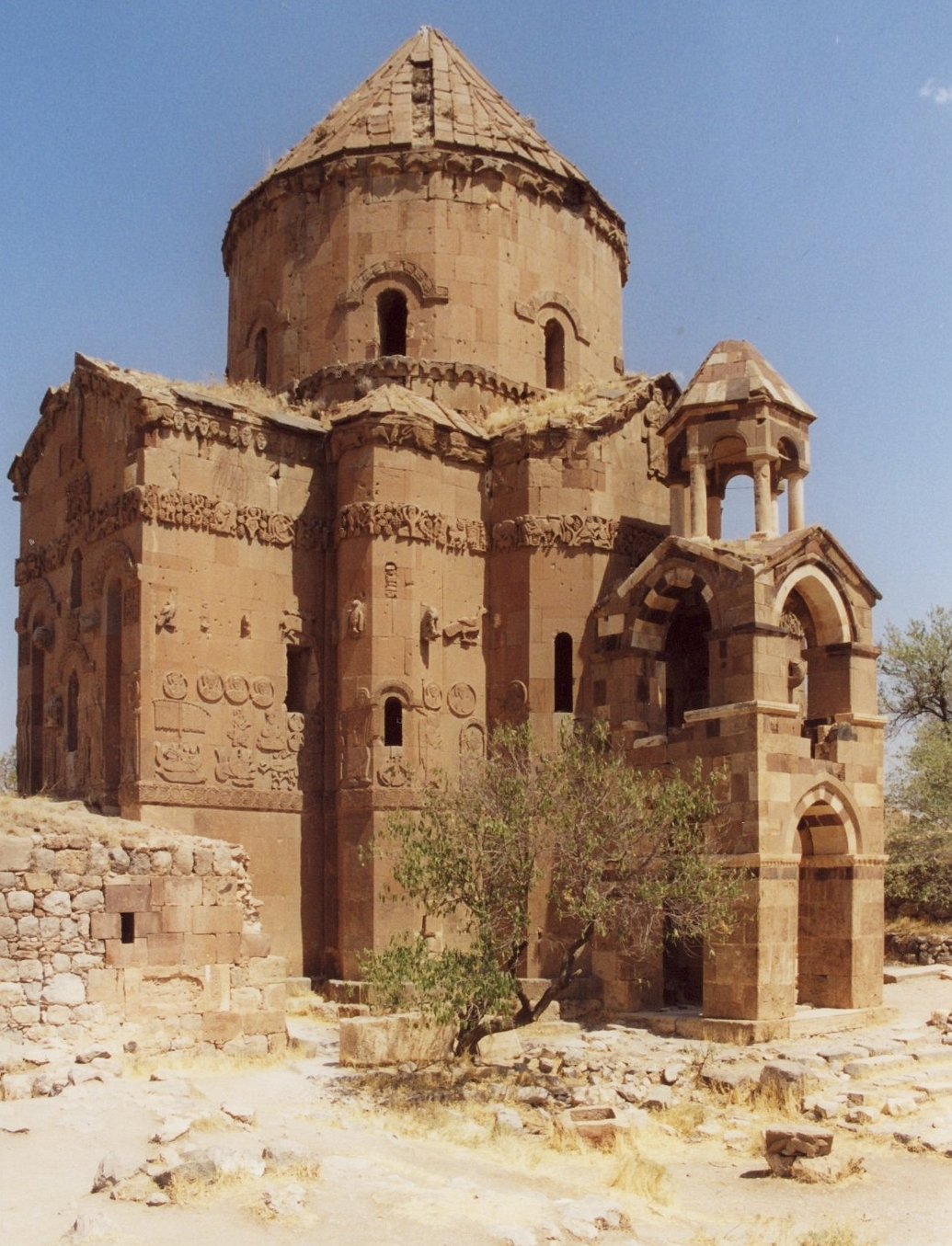
スルブ・ハツ聖堂
アルメニア特有の尖り屋根を持った四葉型の教会堂。

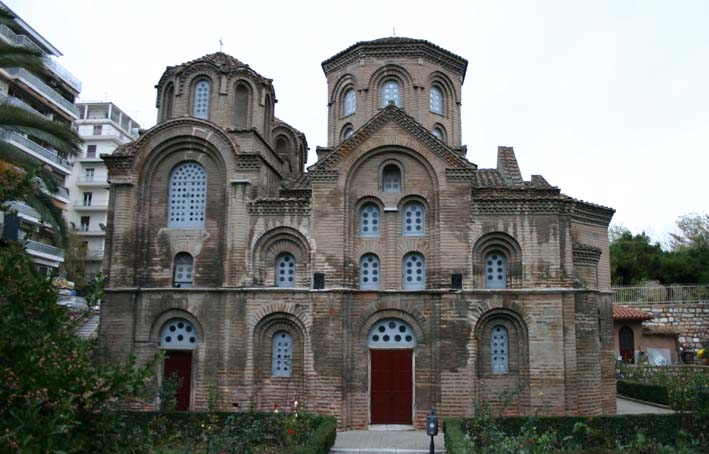
パナギア・ハルケオン聖堂
内接十字型教会堂。軒下の犬葉飾りなど、外部装飾に対する意識が見られる。

修道院の建設は中期ビザンティン建築の主たる特徴である。カルケドン公会議に司教の監督下に措かれた各修道院は、聖像破壊運動の迫害を忌避してその管理下から逃れ、10世紀頃までにはかなりの独自性を持つようになっていた。
スラブ人やブルガリア帝国から奪還されたバルカン半島では、961年に聖アナスタシウスがラヴラ修道院を建設したあと、ギリシャ正教最高の聖地となったアトス山の修道院や、フォキスにあるオシオス・ルカス修道院、ヒオス島のネア・モニ修道院など、多くの修道院が建設されている。修道院はさまざまな建築の複合体であり、中央教会堂（カトリコン）を残してその他の施設が消滅している場合もあるが、今日に至るまで残存しているものも多い。また、都市人口の減少による空地の拡大に伴って、都市に開設される修道院も認められるようになる。このような修道院は一部の裕福層からの寄進によって建設されたものも少なくなく、寄進者らに施設そのものを不動産して譲渡、売却することも行われた。
コンスタンティノポリスでは、貴族出身のコンスタンティノス・リプスによって建てられた修道院北教会堂が挙げられる。907年に創建された教会堂はそれほど大きなものではないが、献堂式に皇帝も列席するほど壮麗な建築で、大量の彫刻装飾と大理石の象眼、釉薬タイルによって装飾されていた。コンスタンティノポリスのその他の修道院としては、ロマノス・レカペノス提督（皇帝ロマノス1世）のミュレレオン修道院中央聖堂、イサキオス・コムネノスによるコーラ修道院中央聖堂などが挙げられる。地方都市では、テッサロニキのパナギア・ハルケオン聖堂、スクリプーのコイメシス聖堂などで、貴族の寄進による修道院建設を見ることができる。
貴族の寄進に頼るこれら中期ビザンティンの教会堂建築に大規模なものは存在しないが、その代わりに外部空間はかなり意識されるようになったようである。内部空間の重要性に変わりはなかったが、中央聖堂は修道院中庭に孤立して建設されたため、外部を装飾する意識が生まれたようである。オシオス・ルカス修道院の生神女聖堂では、外壁の煉瓦積みがクロワゾネと呼ばれる技法によって構成され、クーファ文字をモティーフとした浮き彫りによって装飾されており、同様のモティーフはテッサロニキのパナギア・ハルケオン聖堂など、バルカン半島でよく見られる。また、アクダマル島のスルブ・ハツ聖堂は外部を美しい浮き彫りで覆っている。

### 末期ビザンティン建築
12世紀末期になると、東ローマ帝国は政治的には小公国のゆるやかな連合体となり、これは1204年のコンスタンティノポリス陥落以後、よりいっそう加速された。ニカイア帝国によって首都は奪還されるものの、軍事力・経済力などの面で、帝国は往年の繁栄からは程遠いまでに衰退しており、同時代の壮麗なイスラム教礼拝堂やカトリック教会堂を凌駕するような建築は建てられなかった。
亡命政権が各地に樹立されることによって、ビザンティン建築は必然的に多様化することになるが、特に、ロマネスクやゴシックの影響を受けた建築が認められる。ラテン帝国の建築活動は著しく低かったため、これらは金角湾に居留したヴェネツィアやピサ、ガラタ地区のジェノヴァの人々による建築の影響を受けた可能性が指摘される。

#### 分裂の時代と再統一後の建築活動

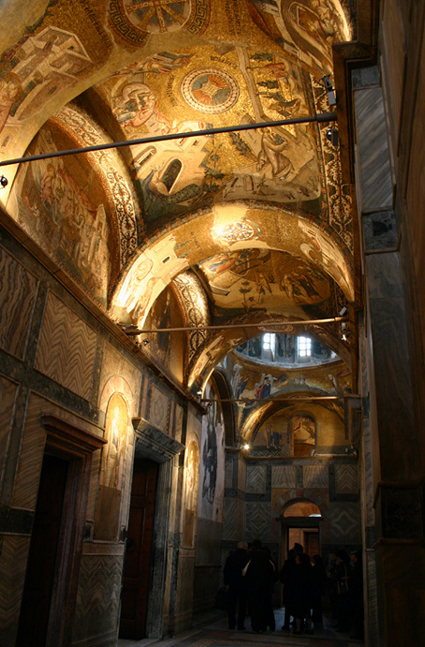
コーラ修道院の内ナルテクス
末期ビザンティン美術を代表するフレスコ画とモザイクが残る。

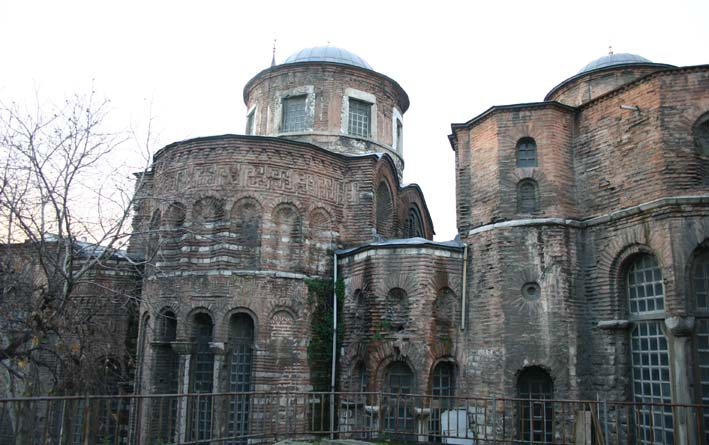
コンスタンティノス・リプス修道院
右側：北聖堂、左側：南聖堂

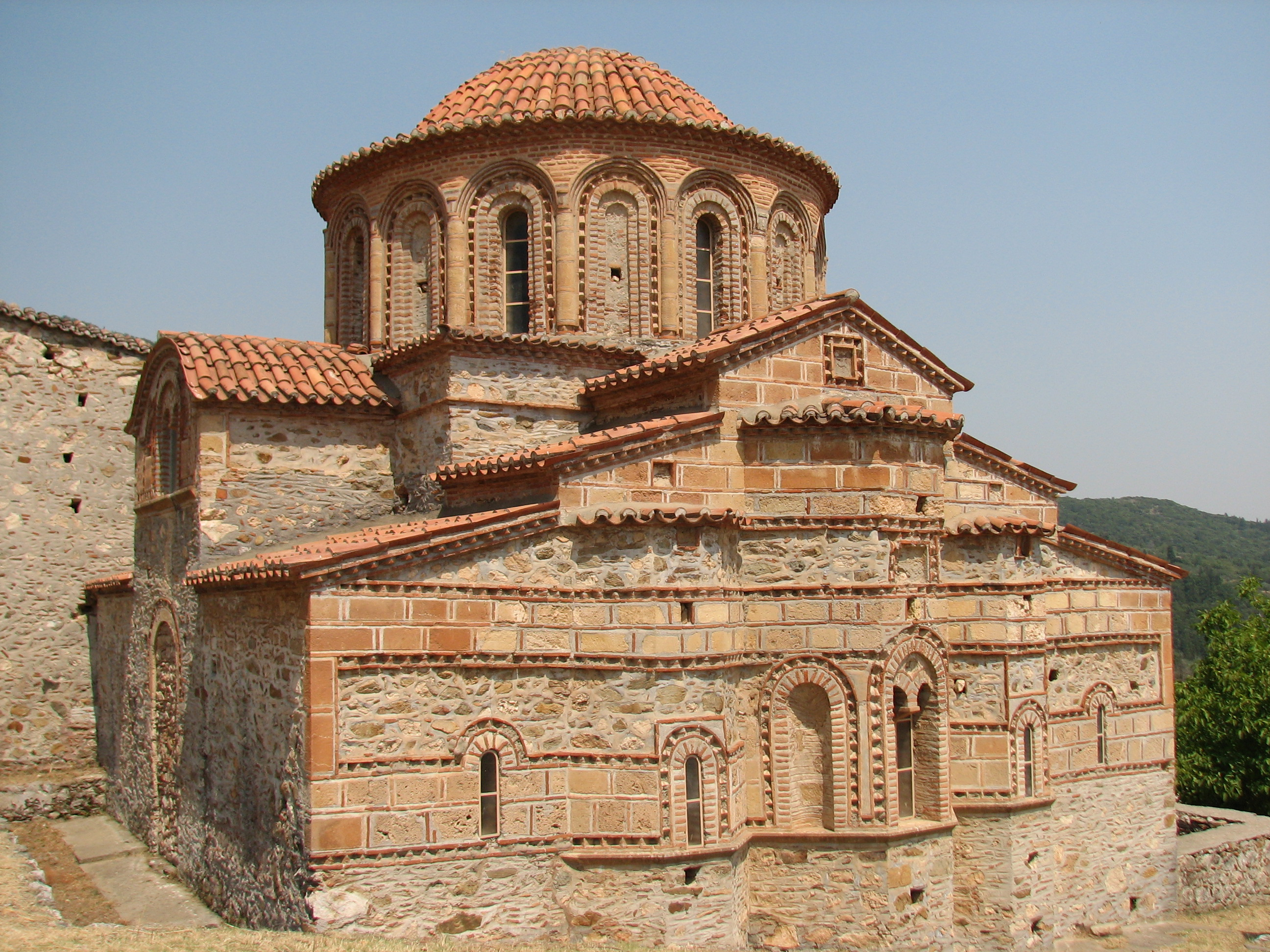
ミストラのハギイ・テオドリ修道院付属聖堂
スクィンチ式教会堂としては最後のビザンティン建築である。

ビザンツ諸公国のうち最も活動的であったニカイア帝国は、多くの建築を建立したが、そのほとんどは現在には残っておらず、確実なことはいえない。
ニカイア帝国と勢力を競ったエピロス専制侯国は、王室の活発な建築活動が認められ、洗練された建築物とは言えないものの、礼拝堂建築が数多く残る。アルタにはエピロス建築の傑作とされるパリゴリティサ聖堂があり、その近郊にはカト・パナギア聖堂（1231年）やブラケルネ修道院、トリカラにはポルタ・パナギア聖堂（1283年）がある。エピロス王室はシチリア島のホーエンシュタウフェン家やヴィルアルドゥアン家との婚姻関係があり、これらの建築には西欧風の特色が認められる。このため、エピロスの建築は革新的なものが多いが、ニカイア帝国との争いに破れ、消滅してしまったために、その建築が最末期のビザンティン建築に継承されることはなかった。
トレビゾンド帝国には、首都トレビゾンドに皇帝マヌエル1世によって建設されたハギア・ソフィア修道院のカトリコンが現存している。グルジア王国の影響を受けた平面構成が認められるが、グルジア王国とルーム・セルジューク朝に挟まれたこの帝国のその他の建築活動については、あまり研究されていない。
1261年のニカイア帝国によるコンスタンティノポリス奪回後、コンスタンティノポリスではビザンティン文化の最後の華が開花した。いわゆる「パレオロゴス朝ルネサンス」である。しかし、この時期に建設された教会堂は、中期ビザンティン建築の伝統を墨守したものであって、他の文化活動に見られるような初期ビザンティンの、ましてや古代ローマの伝統を復興させるようなものではなかった。コンスタンティノポリスでの建築活動は1261年から1330年ごろまでのわずかな期に認められるのみで、以後は完全に停滞した。
ミカエル8世の皇妃テオドラの開設したコンスタンティノス・リプス修道院南聖堂は1280年代の建立と思われ、既存の北聖堂を拡張するように建設された円蓋式バシリカに近い聖堂である。1310年に着工されたパナギア・パンマカリストス修道院付属礼拝堂は4円柱式の教会堂で、外観はほとんど立方体に近く、バルカン半島で認められる模様積みなどは認められない。これらの聖堂は、ほとんどが単純な矩形面であり、外部のデザインを優先してドームを多くかつ高く設計しているため、内部空間には広がりがなく、井戸の底にいるかのような印象を受ける。そして、恐らくほかのよく残存している教会堂と同じく、内部は説話に基づく絵画で覆われていた。
1316年に起工したコーラ修道院は、政治家テオドロス・メトキテスによって既存の教会堂を改築したものである。建築的に見るべきものは何もないが、内部のフレスコ画は末期ビザンティン美術の傑作といわれている。コーラ修道院に代表されるパレオロゴス朝の壁画では、写実性の向上と、初歩的ではあるものの遠近法の発達が認められ、これが後に西欧のルネサンスに繋がるとされる由縁となっている。
パレオロゴス朝の皇子達が封じられたモレアス専制公領の首府が置かれ、ペロポネソス半島を実効支配したミストラ城塞都市は、現在では完全な廃墟であるが、末期ビザンティンの都市景観をもっともよく遺している。ミストラの宮廷は周囲のフランク諸公国との婚姻関係もあったため、宮殿建築には西欧風の要素が認められる。ミストラ宮殿は1250年ごろから1350年ごろ、1400年ごろ、1460年ごろの3期にわたって建設され、その構造体には尖頭アーチの窓、リブ・ヴォールトといったゴシック建築の要素が散見する。宮殿の内部装飾が残っていないため明確ではないが、全体としてはビザンティン建築の伝統ではなく、西欧の宮殿建築の影響の方がむしろ強い。
末期東ローマ帝国時代に建設された修道院としては、聖アタナシオスの創建したメテオラがある。もっとも古いイパパンティ修道院は1366年に建設され、1388年にはメテオラ最大となるメガロ・メテオロン（メタモルフォシス修道院）が建立された。東ローマ帝国滅亡（1453年）後も、14世紀から18世紀にかけて、さらに5つの修道院が建設されている。

#### 末期ビザンティン建築の特徴

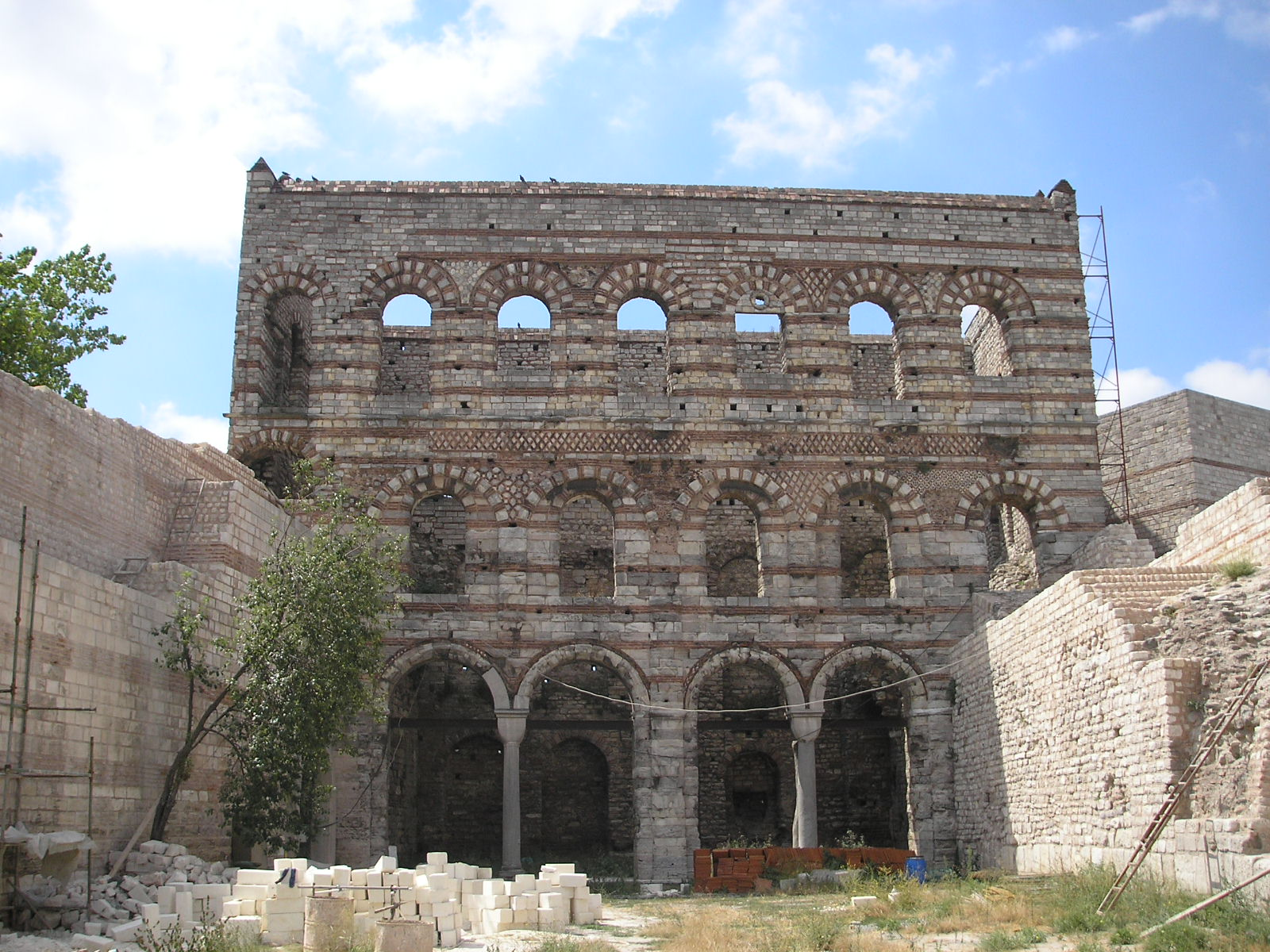
ポリフィロゲニトゥス宮殿
北側正面のポーティコ

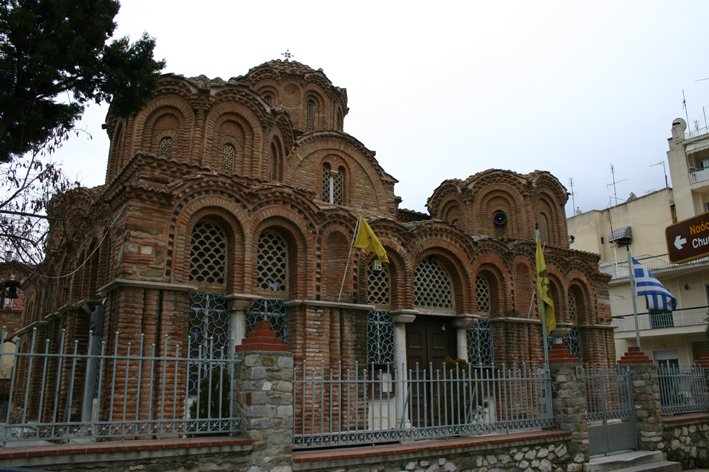
ハギア・エカテリニ聖堂
ポーティコのある周歩廊

末期ビザンティン建築も建築的関心は修道院建築にあったが、そのほとんどは既存教会堂の増築・改築であった。この際、外部にナルテクス（廊下状の前室空間）か礼拝に供された通路状の建物が回され、ポーティコ（列柱のある玄関またはアーケード）つきの正面を形成することが多く、この形状はヴェネツィアからもたらされたのではないかとの指摘がある。
ポーティコ付ファサードは、教会堂以上に住居建築に採用され、コンスタンティノポリスのポリフィロゲニトゥス宮殿（現・テクフルサライ）にもこの形状が認められる。12世紀後期と考えられるこの宮殿は、3階建てでテオドシウス2世の城壁の間に建設され、中庭に面した北側と城壁に連続する南側にポーティコ付正面が認められる。
テッサロニキは、パレオロゴス朝初期に繁栄し始め、首都での停滞期の間も修道院に付随する建築活動が活発に行われた。そのため、末期のビザンティン建築を知るうえで重要な建築物がいくつか残っている。1315年創建されたハギイ・アポストリ教会堂、同時代かそれより早い時期に建てられたと思われるハギア・エカテリニ教会堂は、ともに典型的な四円柱式内接十字型の教会堂であるが、三面がドームを頂く吹き放しのポーティコ状廊下で囲われ（現在では吹き放しではなく、ガラス戸が嵌め込まれている）、その四隅にドームを架けている。教会建築における、このような周歩廊の機能ははっきりせず、首都では墓所に使われたようであるが、テッサロニキではそのような機能は認められない。
1262年に東ローマ帝国に移譲されたミストラには、ミストラ型と呼ばれる教会堂が建設されている。パナギア・オディギトリア聖堂（アフェンディコ聖堂）はブロントシオン修道院の中央聖堂として使われ、その後、ミストラに建設された教会の模範となった「ミストラ型」の最初のモデルで、1階は円蓋式バシリカ平面を持つが、2階は内接十字型平面を持つ特殊な形式である。13世紀にバシリカとして建設されたアギオス・ディミトリオス聖堂は、15世紀にミストラ型として改修された。

## 特徴

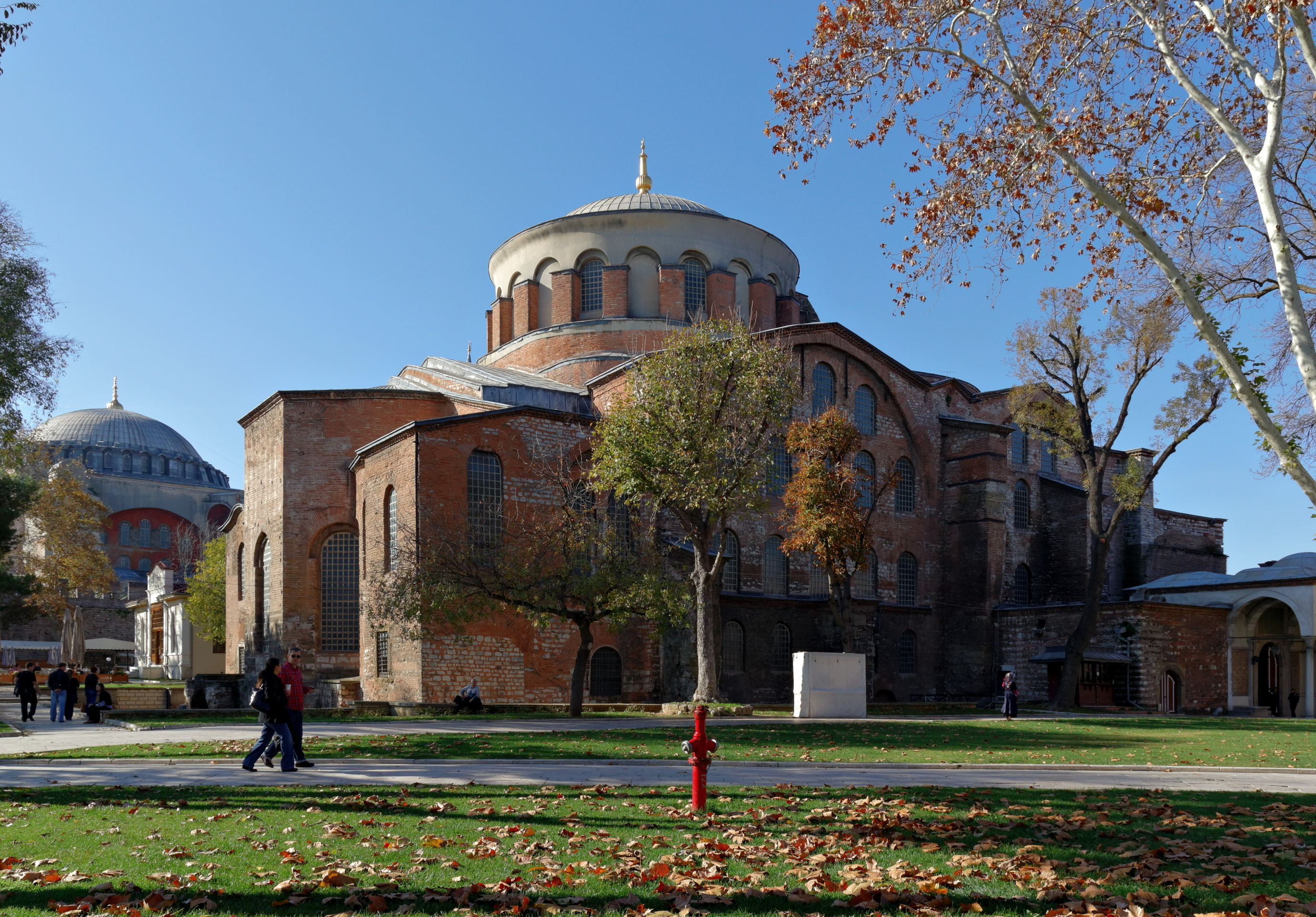
ハギア・エイレーネー聖堂

ビザンティン建築は、ユスティニアヌス1世の時代における宮廷の建設事業によって急速に開花した。この時代の建築事情は、プロコピオスの『建築について』(De aedificiis) や現存する建築物、ハギア・ソフィア大聖堂やハギイ・セルギオス・ケ・バッコス聖堂、ハギア・エイレーネー聖堂などによって知られる。アーキトレーヴや柱頭に彫り込まれた植物装飾によって構造体からの独立性を強調するような、特徴的な細部のデザインもこの時代に確立されたものである。バシリカ型の教会堂では身廊と側廊を分離するために独立円柱が一定の役割を果たしていたが、ドームとバシリカのプランが融合されるに従って、構造体としての役割は角柱に代わり、オーダーはそこに付け足された装飾の一部としてしか機能しなくなった。ギリシア起原であるにもかかわらず、中期以降のビザンティン建築では、オーダーはほとんど消滅することになる。

### ビザンティン建築の構成
ビザンティン建築には多様なプランが認められるが、以下の形式はすべて教会堂に関してのものである。世俗建築がいかなる形式で、いかなる機能を有したものであったかは、初期の段階ではローマ建築とほとんど違いがないということ以外は分かっていない。これは、ビザンティンの俗建築がミストラ以外にはあまり残っていないことによる。ミストラの建築も多くはフランク人によって建設されたもので、これをビザンティンの世俗建築一般と見なすことは難しい。

#### バシリカ
すでに初期ビザンティン建築の項で説明した通り、初期のキリスト教徒は礼拝用建築物の雛形としてローマ建築のバシリカを採用した。このタイプの教会堂は、長期間に渡って広い地域で建設され続けた。いくつかの種類が認められ、代表的なものとして、身廊に高窓を持ち、木造小屋組みの屋根が架けられる「ヘレニスティック・タイプ」と呼ばれるバシリカがある。ラヴェンナのサンタポリナーレ・イン・クラッセ聖堂やサンタポリナーレ・ヌオヴォ聖堂などがこれにあたる。大規模なものになると、旧サン・ピエトロ大聖堂、ルーマニアのトロパエウム（6世紀）、アギオス・デメトリオス聖堂、ピリッポイのバシリカBなどのように、トランセプトを構成するものもある。
ビザンティン建築のバシリカ式としてもっとも一般的なタイプは、身廊部分に トンネル・ヴォールトを架けた側廊のない、いわゆる単廊式バシリカで、「オリエンタル・タイプ」と呼ばれ、12世紀に至るまで建設され続けた。これはアルメニアの初期キリスト教建築などを起源とし、カッパドキアの岩窟修道院はこの流れを汲んでいる。

#### 円蓋式バシリカおよびクロス・ドーム
ハギア・ソフィア大聖堂やハギア・エイレーネー聖堂で試みられたような、バシリカとドームを融合する形式は古代ローマの世俗建築においてすでに確立されていたが、ビザンティン建築の歴史の中で一般的形態として確立されるのは6世紀ごろである。

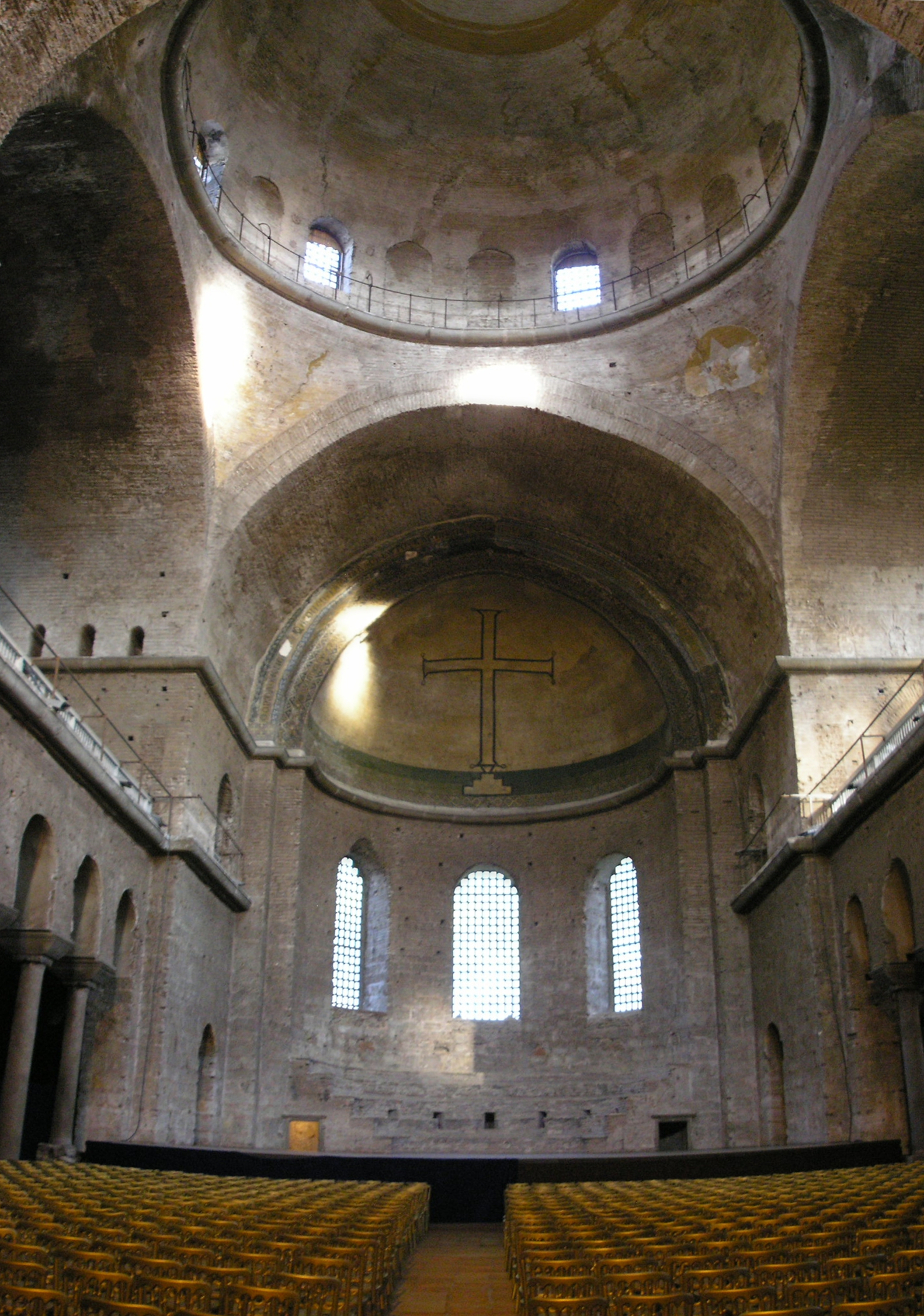
コンスタンティノポリスのハギア・エイレーネー聖堂内部
円蓋式バシリカの代表的な教会堂。ティンパヌム（ドーム下部の半円形の外壁）はドームを支える角柱の外側に取りつけられているが、側廊と身廊を分けるアーケードは角柱の内側に据えられている。このため、側廊と身廊を隔てるアーケードが空間の中で浮いている。

ドーム・バシリカあるいは円蓋式バシリカ (Domed Basilica) と呼ばれるこの形式は、トンネル・ヴォールトを架けた身廊中央部に、身廊幅と同じ直径のドームを頂く正方形か長方形平面の教会堂である。側廊に据えた大きな角柱にアーチを架け、教会堂の短手方向で、身廊を横断するアーチはそのまま滑らかにトンネル・ヴォールトに連続するか、アーチが突出する。長手方向（側廊側）のアーチ下部はティンパヌムを構成し、開口部が設けられる。平面は単廊式（身廊のみで構成されるもの）か3廊式（身廊とそれを取り囲む側廊から構成されるもの）である。ハギア・ソフィア大聖堂、およびハギア・エイレーネー聖堂は基本的にこの形式である。
円蓋式バシリカには、クロス＝ドーム・バシリカ (Cross-Domed Basilica) と呼ばれる、身廊部分がギリシア十字平面に近い形式になったものもある。ハギア・ソフィア大聖堂では、身廊と側廊を分けるアーケードとティンパヌムが、四隅に設けられた角柱の内側に設けられているため、角柱は側廊に隠され、南北のアーチは内部には露出していない。しかし、中小規模の教会堂で同様の形状にすると、身廊がかなり狭苦しく、空間の広がりを保つことができない。クロス＝ドーム・バシリカは、ティンパヌムとアーケードを角柱の外側に構成することによって、身廊内部に広がりを持たせたものである。この場合、やや奥行きの深いアーチを持つ空間が短手方向にも伸びるため、身廊は十字型の平面となる。
ビザンティン様式が発展した東ローマ帝国には、ローマン・カトリックとは異なり、現在のギリシア正教やロシア正教と呼ばれる東方教会が広まっていた。東方教会は神の表現についてきわめて厳格であり、天国の断層序列は、イエスを最上位として、次にマリア、次いで大天使ミカエルとガブリエル、福音史家、使徒たち、旧約の預言者、聖者、初期キリスト教時代の教父の順に定められていた。また、初期キリスト教のバシリカ式教会堂のアプス上の半ドームの象徴的意味がますます強く意識されることとなっていき、東方教会のドーム構造が重要な要素となっていった。
円蓋式バシリカやクロス＝ドーム・バシリカは、5世紀末から9世紀までビザンティン建築で採用されたが、内接十字型がビザンティン建築の主流として確立されると廃れてしまった。しかし、12世紀には一時的にリヴァイヴァルされている。現存する代表的な円蓋式バシリカは、上記に挙げた聖堂のほか、ミュラ（現・デムレ）のアギオス・ニコラオス聖堂（8世紀ごろ？）、デレアジの廃墟となっている聖堂（名称不明、9世紀初期？）、721年ごろに創建されたテッサロニキのハギア・ソフィア聖堂などがある。特にテッサロニキのものはクロス＝ドーム・バシリカの典型例として引用される。12世紀にリバイバルされたものでは、コーラ修道院中央聖堂（12世紀初期）やコンスタンティノポリスのカレンデルハネ・ジャーミイ（12世紀中期）が挙げられる。カレンデルハネでは側廊が失われ、集中性の高いギリシア十字型平面になっている。これらは、もはやバシリカとは言えないような形式となっているため、単にクロス＝ドーム (Cross-Domed Church) とも呼ばれる。

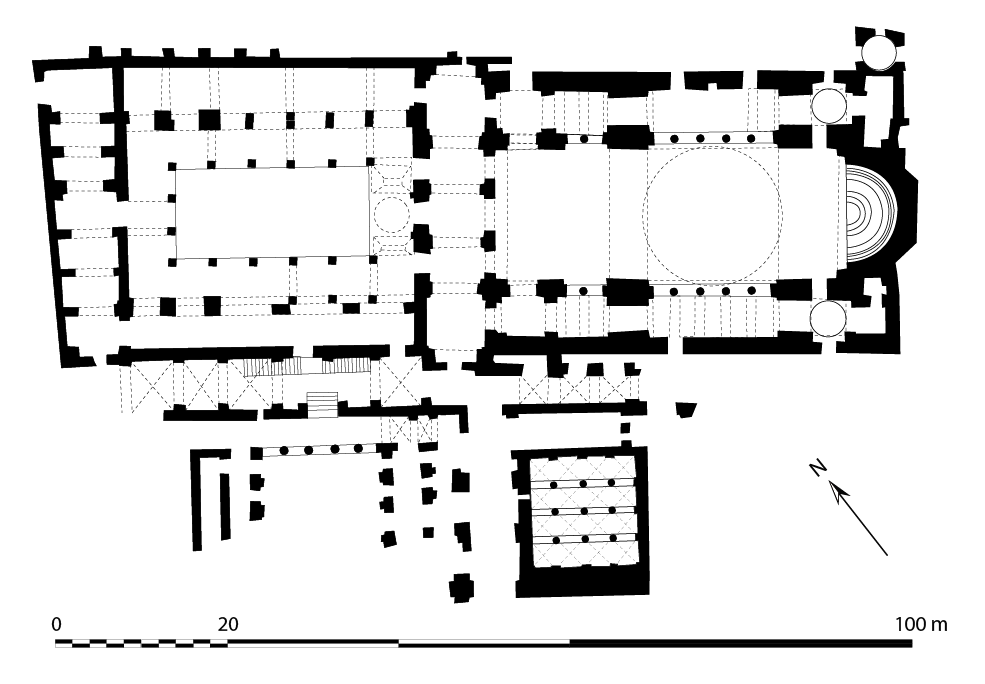
ハギア・エイレーネー聖堂（6世紀）平面。円蓋式バシリカ。
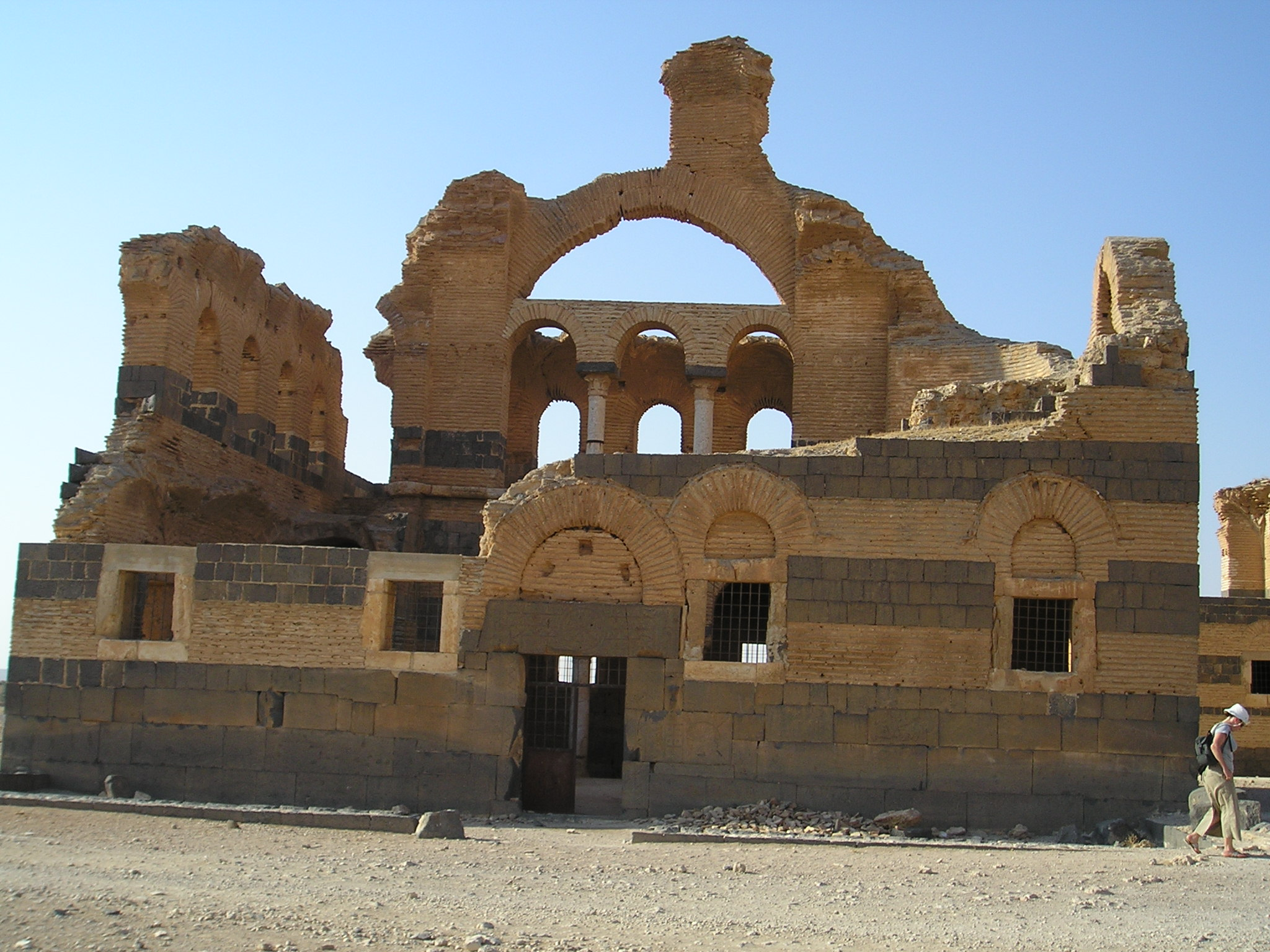
カスル・イブン・ワルダンの教会堂（6世紀）。円蓋式バシリカ。
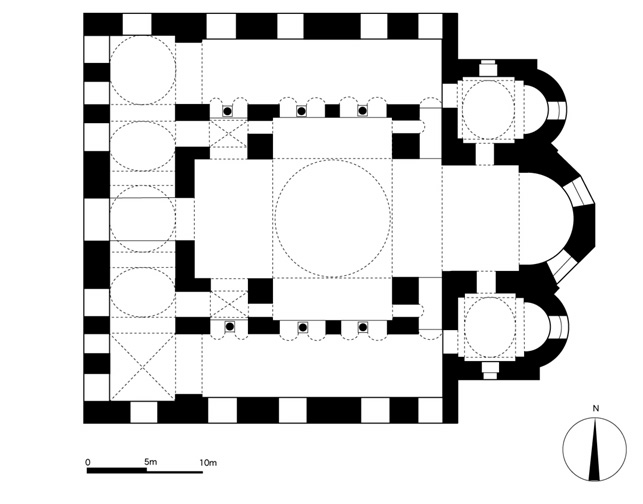
テッサロニキのハギア・ソフィア聖堂（8世紀末）平面。クロス・ドーム・バシリカ。
コーラ修道院付属聖堂（12世紀）創建時の平面。クロス・ドーム・バシリカ。

#### 内接十字型

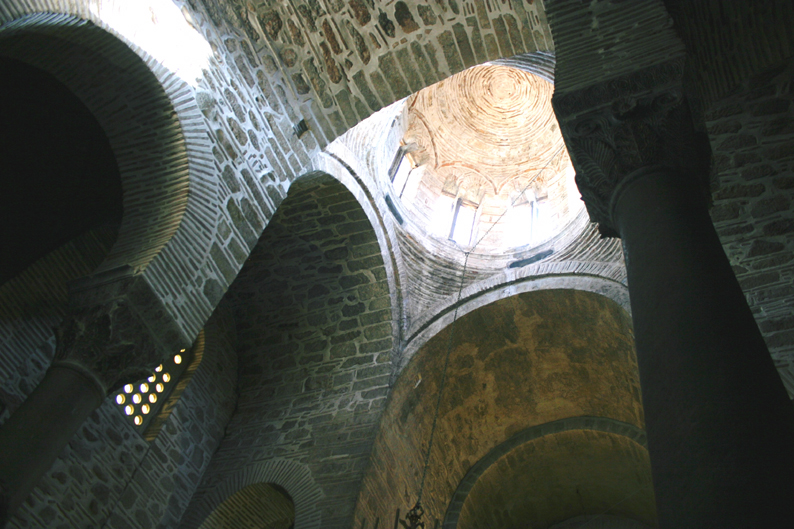
オシオス・ルカス修道院付属生神女聖堂内部
ドームを直下の4本の円柱によって支える四円柱式内接十字型の教会堂。ドームが教会堂に対して小さい。

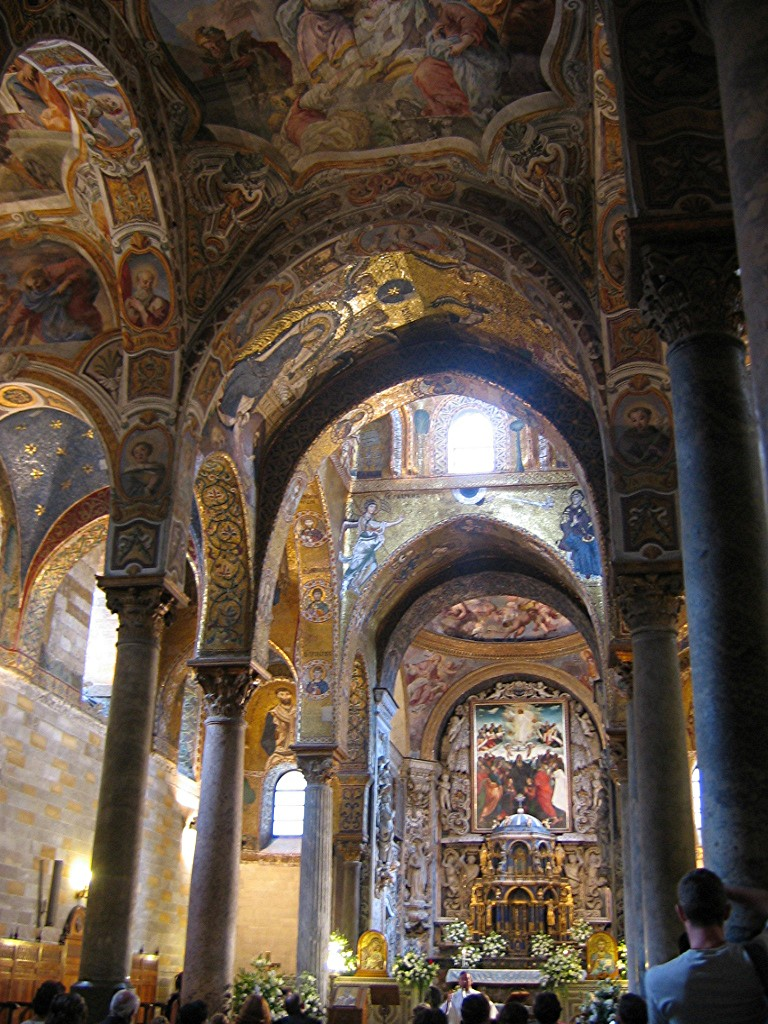
パレルモのマルトラーナ内部
四円柱式内接十字型の教会堂。

内接十字型教会堂（Cross-Inscribed または Cross-in-square、あるいは Quincunx）は、それまで標準的であったバシリカを駆逐し、中期ビザンティン時代に標準形式となった教会堂形式である。一般に、「ギリシア十字型の教会堂」を指す場合や、ビザンティン様式、ビザンツ様式として紹介される教会堂は、このタイプを指すことが多い。正方形平面の中にギリシア十字型の身廊・袖廊を内包しており、中央部にペンデンティヴを備えたドームを支持する円柱またはピア（主柱）がある。円柱2本と内壁によってドームを支えるものは二円柱式教会堂 (Two-Column Church)、ドームの荷重を4本の円柱で保持するものは四円柱式教会堂 (Four-Column Church) と呼ばれるが、後者の方が一般的な形式である。四円柱式教会堂には、さらに身廊とアプスの間にベイが差し込まれる形式と、追加ベイがないものに分けられる。おおむね二円柱式はベルカン半島南部に、四円柱式で追加ベイのないものはセルビアからイタリア半島南部に限られ、追加ベイのある二円柱式はビザンティン文化圏の広い範囲に渡って認められる。
内接十字型教会堂の起源は明確ではないが、ビザンティン建築においてこの形式が導入されたのは8世紀末から9世紀ごろである。経済が復興した9世紀後半以降、多くの教会堂が内接十字型で建設されている。コンスタンティノポリスでは、バシレイオス1世が880年に献堂したネア聖堂が、文献の記述から、おそらくこの形式で造られたと推定されている。現在にも残る修道院の聖堂としては、二円柱式教会堂として、 マニにあるアギオス・ストラテゴス聖堂、ミストラのペリブレプトス修道院付属聖堂などがある。四円柱式教会堂は数多く残っているが、おもなものを挙げると、10世紀中期に建設されたオシオス・ルカス修道院の生神女聖堂のほか、1028年に建設されたパナギア・ハルケオン聖堂、1100年建設されたキリスト・パンテポプテス修道院中央聖堂（現・エスキ・イマレト・ジャーミイ）、12世紀初期に建設されたパントクラトール修道院の南北両聖堂（現・ゼイレク・キリッセ・ジャーミイ）がある。また、ビザンティン建築ではないが、サン・ピエトロ大聖堂についても、ドナト・ブラマンテによる最初の計画は、内接十字型といって良い平面の教会堂であった。
内接十字型は、東ローマ帝国の職人たちが円柱の上に3.5メートル以上の幅のアーチを架けることを忌避したため、その構造から小規模の教会堂にしか適用できず、内部空間がほとんど単一となる。バシリカのように空間を身廊・側廊に分けることができないため、必然的に集中性の高い性格の建築物となっている。しかしミストラでは、ミストラ型教会堂と呼ばれるバシリカと内接十字型の混成形式の教会堂が存在する。この形式の教会堂は、1階部分に円柱を並べて身廊と側廊を区分しており、1階部分の平面のみを見るとバシリカになっている。しかし、2階になると角柱を設けて内接十字型の平面を構成しており、内部の印象はハギア・エイレーネー聖堂に近いものとなっている。

#### スクィンチ式

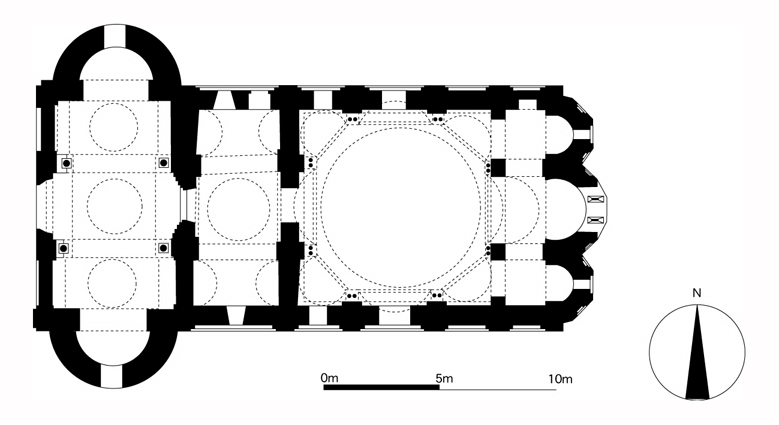
ヒオス島のネア・モニ修道院中央聖堂
スクィンチ式聖堂の例。西側にナルテクス、東側にアプスのある単純型の形式。

スクィンチ式教会堂 (Church on Squinches) は中期ビザンティン時代に形成されたもので、平面形態ではないが、内接十字型と並び、ビザンティン建築の主要な形式のひとつである。正方形平面の四隅に設けたスクィンチ（多角形の構造を正方形平面の上部に乗せるために斜めに置かれたアーチ）が形成する八角形平面の上に鼓胴壁付きのドームを架けたものを主屋とする教会堂形式である。内接十字型では、ドームの直径は最大でも4メートル程度のものしか造れないと考えられていたようであるが、スクィンチ式教会堂のドームは、これよりも大きい直径8メートル程度のドームを架けることができる。
東にアプス、西にナルテクスを構成する単純型と、南北に付属室のある複合型がある。前者の形式として、1042年に建設されたネア・モニ修道院中央聖堂、1090年に建設されたキプロスのクリソストモス修道院中央聖堂がある。後者の代表的な例としては、11世紀初期に建設されたと推定されるオシオス・ルカス修道院中央聖堂、11世紀末と考えられるアテネ近郊のダフニ修道院中央聖堂、ミストラのアギイ・テオドリ聖堂がある。

### 東ローマ帝国の都市
東ローマ帝国の多くの都市は、ローマ帝国の時代から継承されたものである。ローマ帝国の混乱によって、3世紀後半から4世紀にかけてローマ時代の都市は広範囲に衰退したが、5世紀から6世紀になると東ローマ帝国の勢力範囲内では経済が再生し、これに伴って建築活動も盛んになった。交易の活性化は、南イタリアからバルカン半島沿岸部、コンスタンティノポリスからアナトリア半島沿岸部、シリア一帯で見られるが、東ローマ帝国とサーサーン朝の衝突や異民族の侵入などによって安定せず、大局的には地方都市は徐々に衰退していったといってよい。このような地方経済の低下は、地方都市の公共業務の担い手であった裕福市民層の減衰を招いた。中央政府の介入が増大したため、公共活動は中央官庁の官僚組織、あるいは教会組織に継承されたが、フォルムやクリアなどの大規模な公共建築物は東ローマ帝国時代には建設されなくなった。
都市生活自体もローマ帝国の時代から変化しており、体育館や競技場の利用は著しく低下した。劇場は競技場よりは活用されたが、上演されるのは喜劇や卑猥な演目になったため、教会からたびたび禁止令が出され、やがて放棄されていった。ローマ都市の中心部にあった神殿は、キリスト教が国教になったために廃れ、392年にテオドシウス1世が異教崇拝の禁止を発したあと、廃棄されるか破壊された。
このような変化に伴って、古代に建設された公共建築には徐々に住居が建て込まれるようになり、人口密度は高くなったが、公共スペースの喪失によって市街地は縮小した。異教の神殿は6世紀ごろにキリスト教聖堂として使用されるようになったアテナイのパルテノン神殿やテッサロニキのロトンダ、ローマのパンテオンなどを除いて、石切り場、あるいは柱や彫刻などの転用材の集積場となった。

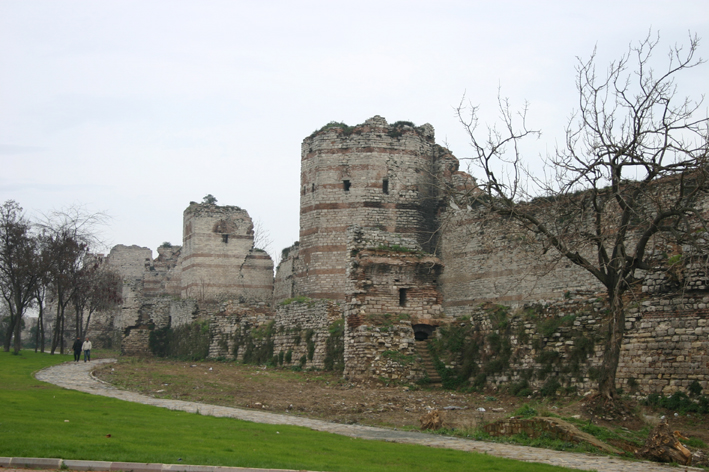
テオドシウスの城壁
コンスタンティノポリスを防衛していた大市壁。

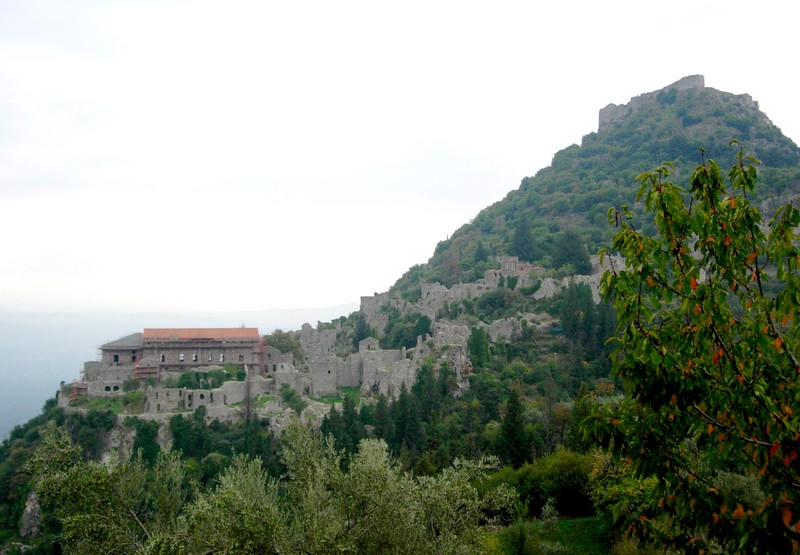
ミストラ全景
右手山頂にあるのが宮殿。距離300メートル内で240メートルもの高低差のある急傾斜地に市街地が形成されている。

このような古代都市に比べ、東ローマ帝国の時代に新設された都市、あるいは古代の町村を拡張した都市は少ない。また、首都コンスタンティノポリスを除けば、東ローマ帝国時代の都市は、古代ローマ時代の都市よりもずっと小規模である。ほとんどがユスティニアヌス帝によって開都されたが、ユスティアナ・プリマ、セルギオポリス、ダラ、ゼノビア（現・ハラビエ）といった新設都市は、国境防衛のための軍事拠点であった。一般に、強固な城壁に囲まれた場所には兵舎が建設され、ローマの都市と同じくカルドとデクマヌスを軸とする規則正しい都市計画が採用されている。一般市民はその外側に生活の場をおく農民で、緊急時には城壁内に避難する生活であった。
東ローマ帝国は6世紀に衰退を始め、都市部の経済活動も完全に停滞した。サーサーン朝ペルシャとの戦乱に巻き込まれたシリアからアナトリア半島の都市は壊滅状態のまま国家統制から排除され、イスラム帝国が勃興してからはシリア、エジプトの海上拠点も制圧された。バルカン半島は北方からの侵入したブルガリア人とマジャール人に悩まされただけでなく、沿岸地域からはイスラム帝国に攻撃された。貿易は完全に停止し、地中海貿易によって成り立っていた古代都市は、略奪され、あるいは経済的停滞によって完全に衰退・放棄された。特に北方から来襲したスラブ人の勢力下に置かれたバルカン半島の都市は10世紀まで荒廃した状態にあり、住居は粗悪なものであったため、建物の平面ですら確認するのが困難である。このような緊張状態にあって、ローマ時代から続く都市も完全に要塞化し、城壁に囲まれた軍事拠点とそれを取り囲む一般住宅という中世都市のスタイルが一般化した。
このような東ローマ帝国の中世都市の雰囲気をよく残しているのが、ペロポネソス半島のモネンヴァシアや、ギョーム2世ヴィルアルドゥアンによって建設されたミストラである。ミストラは完全に中世のものではなく、また、ノルマン人によって建設されたものではあるが、末期東ローマ帝国の都市を知るうえで重要な手掛かりとなる。町は高低差240メートルの急斜面にあり、はっきりした街路計画も中心部もない。貴族も庶民もつましい生活を送っていたらしく、住居は大きな居間が1つで、独立した部屋はなく、食事や睡眠、排泄もそこで行われていた。

### 修道院での慈善施設
ローマ帝国では、公共業務は都市の有力市民層によって運営されていたが、都市の衰退とともに有力市民層も没落すると、それは教会によって維持されることになった。キリスト教組織は、すでに国教化以前から積極的に慈善活動を行っていたが、4世紀から5世紀になると、各地域の主教が慈善施設の設立について重要な役割を果たすようになり、病院や救貧院といった施設を創設し、これを管理するようになった。これを受けて、451年のカルケドン公会議では、主教が慈善施設の運営に責任を持つことが成文化され、さらに544年にユスティニアヌス帝の発令した教会機関に対する法令において、主教は教会内部に宿泊施設、救済施設、病院、孤児院、養老院といった施設を設け、これらを維持するように計らう責任があることが明確に示された。さらに、慈善施設は、設置する基準としてその運営能力を証明する必要性があったが、活動は慈善目的に限られており、これを逸脱するような場合、主教は運営に介入する権限を有することも記載されている。
しかし、このような制度は形骸化し、11世紀には私的な慈善施設に対する主教の権限は剥奪された。どの時点から主教の権限の低下が始まったのかは資料が少ないため不明瞭であるが、少なくとも9世紀には制度の変節が認められ、中世東ローマ帝国時代になると、裕福層の寄進によって設立された修道院の慈善施設は国家や教会権力から独立した事業として認識されている。皇帝が私的に設立した修道院ですら、皇帝自身の私有財産と見なされ、必要な収入が確保できるように資産管理が行われていた。皇帝ロマノス1世レカペノスの設立したミュレレオン修道院（病院施設が付随）やヨハネス2世コムネノスの設立したパントクラトール修道院（病院施設・養老院・浴場が付随）がその代表的な例である。
パントクラトール修道院は1118年から1124年にかけてヨハネス2世コムネノスによって建設された南側のパントクラトール聖堂と、1136年以前にコムネノス家の墓所として建設された中央部のアギオス・ミハイル聖堂、そして北側のエウレーサ聖堂の3つの聖堂からなるが、これに今日では残っていないコンスタンティノポリスの病人を収容する病院（パントクラトール・クセノン）と養老施設（ゲロコミオン）が付属した複合建築物であった。パントクラトール・クセノンは規模が大きく、またその運営を記した『規律書（ティピコン）』や当時の歴史家ニケタス・コニアテスの著作によってその実態を推測することができる。パントクラトールの病院は、外科的治療、眼・腸などの疾患治療、女性患者の治療、その他の5部門に分かれ、専門の医師、助手、補助員、女性スタッフらが常駐する。入院患者のために合計で50床のベッドが用意され、院内には暖房用の暖炉が男性用に2つ、女性用に1つ設けられる。トイレは男性用、女性用がそれぞれ1か所あり、夜間でも明かりが灯されていた。治療には入浴が重要視されていたため、浴室も設置されていた。主聖堂とは別に、患者のために男性用と女性用の教会堂がそれぞれ設立されていた。おもに貧困層を対象（とはいえ、極貧の者は対象ではなく、必ずしもすべての患者が貧困層というわけでもなかったが）にした医療機関であるが、かなりの運営費用が割り当てられており、また今日の病院に匹敵するほどの高度な組織的運営が行われていたとする研究もある。

### モルタルと煉瓦
ビザンティン建築の建築方法は、基本的にはローマ建築のものと大差ない。各地の建築工房において、粗石造と煉瓦造を交互に使用する工法が確立されていたため、時代の推移にかかわらずビザンティン建築の施工は常に安定していたようである。大まかに、シリア、パレスティナ、アルメニアやジョージアなどの切り石構造と、その他の地域の煉瓦・粗石構造とに分けられる。
ビザンティン建築においてもっともポピュラーなのは後者で、長方形の石材を片枠として積み上げ、その内部にモルタルと粗石を流し込み、次いで煉瓦を5段程度積層し、さらに石材を積み上げモルタルを流し込むことを繰り返すことによって外壁を形成した。ほとんどの場合、外壁には漆喰やモルタルが塗られなかったため、この石材と煉瓦の交互の配列は水平方向の縞模様となって、ビザンティン建築の外部の色彩的な特徴となっている。この建築方法は、初期の時代から11世紀ごろに至るまでまったく変化しておらず、建築工法による建築物の時代特定を困難なものにしている。
古代ローマで用いられたローマン・コンクリートは、ポッツォラーナによって均質な凝固性を示すが、ビザンティンで用いられるモルタルは焼石灰と砂によるもので、ローマン・コンクリートほどの耐久性を示していない。また、石灰によるモルタルは硬化したあとに風雨にさらされると分解するため、構造体は石材などの外装を付与する必要性があった。さらに、壁の仕上げと一体化した煉瓦のモルタル目地は、建築コストを下げるために徐々に多量に用いられる傾向にあり、モルタル硬化時の乾燥収縮によって建築物の精度は低下した。
ハギア・ソフィア大聖堂のような大規模建築物にとっては、このような建物の歪みは致命的欠陥であり、事実、最初に架けられたドームは建築途中においてもすでに湾曲し、その結果、わずか20年で崩壊した。再建には、大聖堂そのものの建設と同程度の時間を要している。崩壊の原因はドームを支える支柱の傾斜が原因であったが、この垂直傾斜は今日でもそのまま遺っている（この強度不足は、バットレスを補強することによって解決されている）。

## 主要建築物
ここでは、すべて現存するか、あるいは上部構造がほとんど残っている建築物を挙げている。ビザンティン建築を代表するものであっても、基礎構造しか残っていないもの、内部空間を把握できないものは対象としていない。括弧内は、建築物のある都市、建設された年代。現～と表示しているものは、現在の名称。

### 前期ビザンティン建築

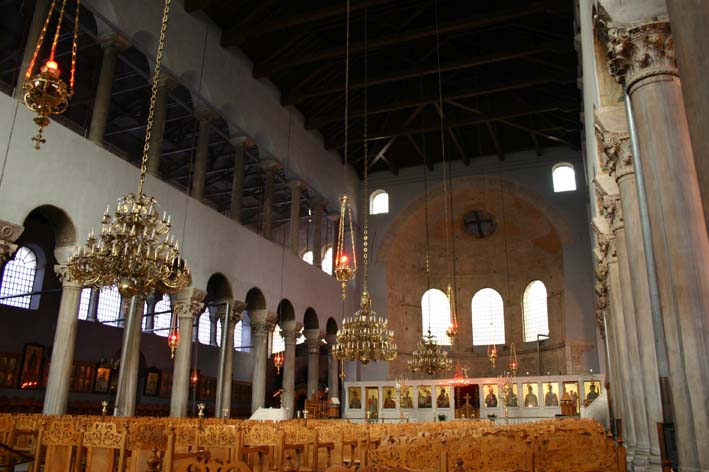
アヒロピイトス聖堂

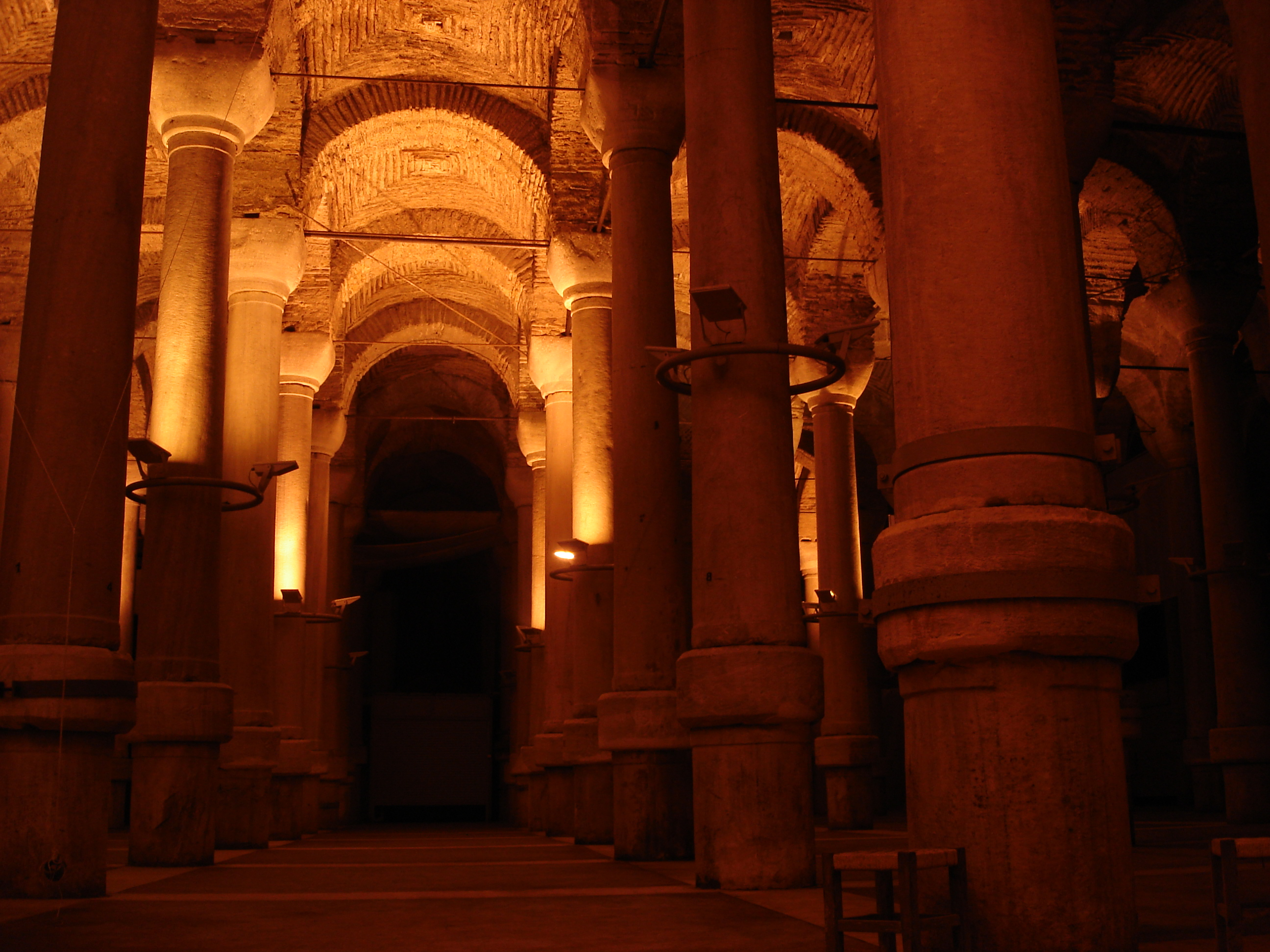
フィロクセノス貯水槽（現・ビンビルディレク）

- ストゥディオス修道院のアギオス・ヨアンニス聖堂（イスタンブール、現イムラホール・ジャーミイ、450年ごろ完成）
- アヒロピイトス聖堂（テッサロニキ、5世紀中期）
- アギオス・デメトリオス聖堂（テッサロニキ、5世紀中期）
- カラート・セマーン修道院建築群（カラート・セマーン、5世紀後期）
- サンタポリナーレ・ヌオヴォ聖堂（ラヴェンナ、490年建設）
- サン・ヴィターレ聖堂（ラヴェンナ、526年起工・574年完成）
- アギイ・セルギオス・カイ・バッコス聖堂（イスタンブール、現キュチュック・アヤソフィア・ジャーミイ、527年から536年ごろ）
- ハギア・エイレーネー聖堂（イスタンブール、現アヤイリニ博物館、532年ごろ起工）
- ハギア・ソフィア大聖堂（イスタンブール、現アヤソフィア・ジャーミイ、532年起工・537年完成）
- サンタポリナーレ・イン・クラッセ聖堂（ラヴェンナ、534年ごろ起工）
- ハギア・エカテリニ修道院（シナイ山、548年起工・565年完成）
- カスル・イブン・ワルダン（シリア、561年起工・564年完成）
- 聖降誕聖堂（ベツレヘム、6世紀）
- システルナ・バシリカ（イスタンブール、現イェレバタン・サライ、6世紀）
- フィロクセノス貯水槽（イスタンブール、6世紀）

### 暗黒時代
- スルブ・フリプシメ聖堂（エチミアジン、618年起工・630年完成）
- 本来名不詳 現グリーゴル聖堂（ズヴァルトノッツ、645年起工・660年完成）
- ハギア・ソフィア聖堂（テッサロニキ、8世紀末期）
- 本来名不詳 現ファティエ・ジャーミイ（トリエ、8世紀末期）

### 中期ビザンティン建築

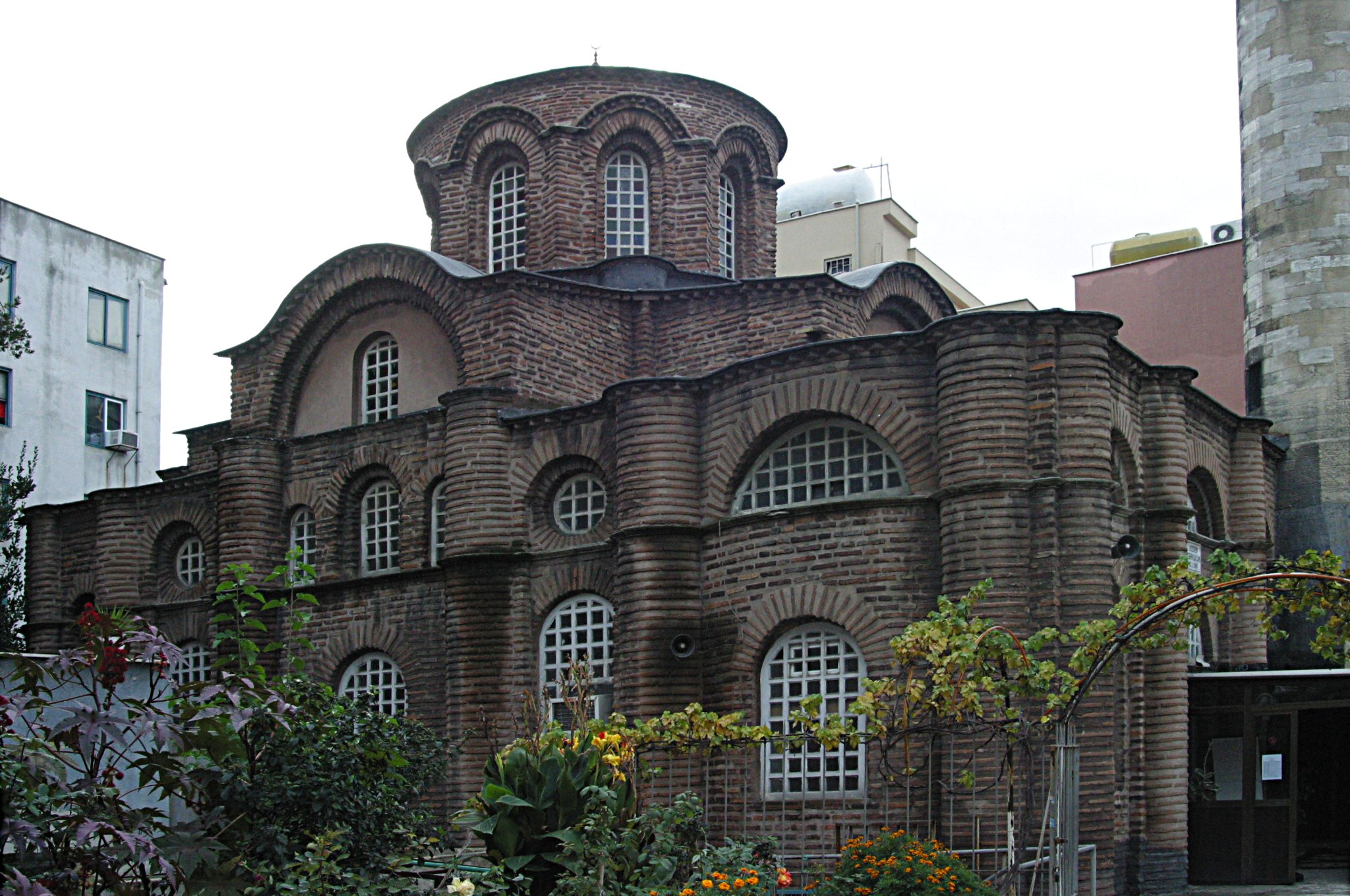
ミュレレオン修道院の中央聖堂（現・ボドルム・ジャーミイ）

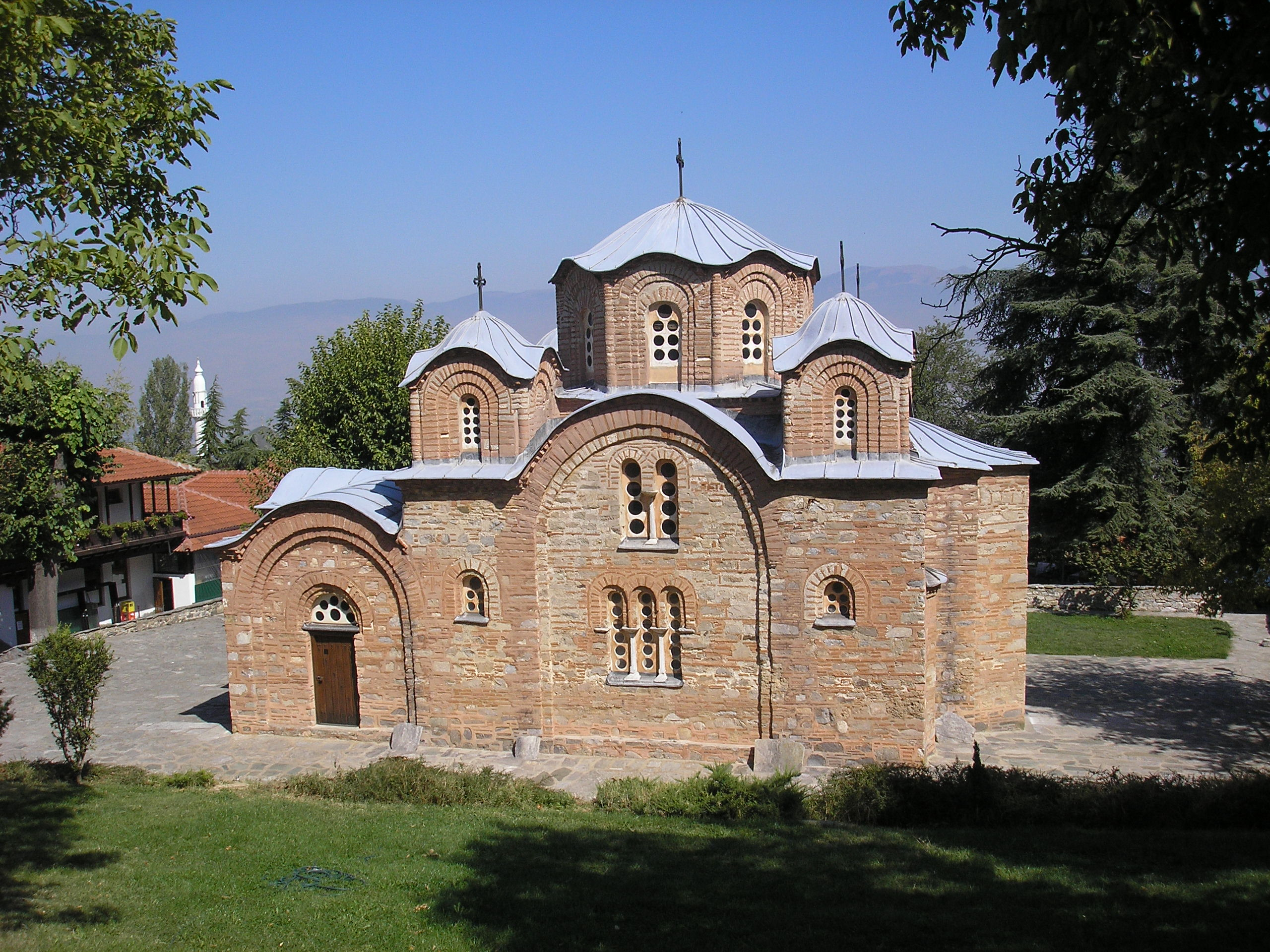
聖パンテレイモン大聖堂

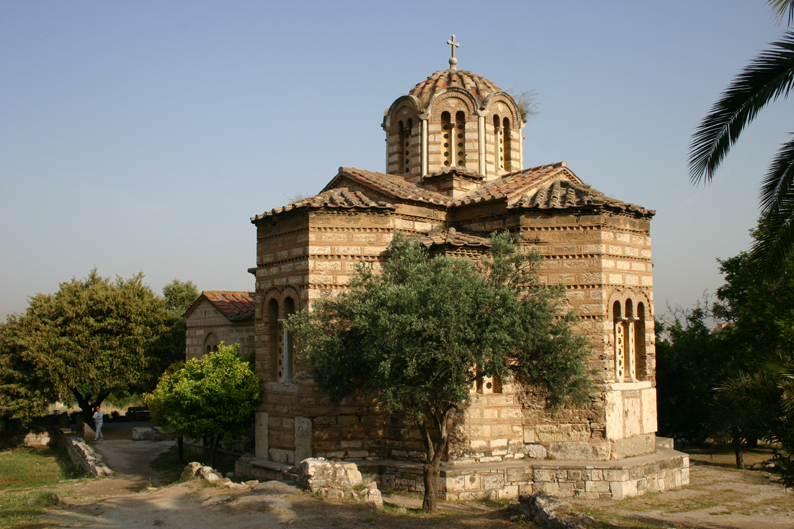
アテネのアギイ・アポストリ聖堂

- アギオス・アンドレアス聖堂（ペリステレ、871年完成）
- パナギア・クーベリディキ聖堂（カストリア、9世紀中期）
- アクシアルヒス聖堂（カストリア、9世紀）
- コイメシス聖堂（スクリプ、874年ごろ完成）
- コンスタンティノス・リプス修道院北聖堂（イスタンブール、現フェナリ・イサ・ジャーミイ、907年完成）
- スルブ・ハツ聖堂（アクダマル島、915年起工・921年完成）
- ミュレレオン修道院中央聖堂（イスタンブール、現ボドルム・ジャーミイ、920年ごろ完成）
- オシオス・ルカス修道院生神女聖堂（フォキス、10世紀中期ごろ）
- ラヴラ修道院中央聖堂（アトス山、10世紀中期ごろ）
- ハギイ・アナルギリ聖堂（カストリア、10世紀末）
- アニ大聖堂（アニ、988年起工・1000年完成）
- パナギア・マヴリオティッサ聖堂（カストリア、1000年ごろ完成）
- パナギア・ハルケオン聖堂（テッサロニキ、1028年完成）
- アギオス・ニコラオス・ティス・ステギス聖堂（キプロス島、11世紀完成）
- パナギア・アンゲロクティトス聖堂（キプロス島、11世紀完成）
- ネア・モニ修道院中央聖堂（キオス島、11世紀完成）
- オシオス・ルカス修道院中央聖堂（フォキス、10世紀中期頃）
- ダフニ修道院中央聖堂（アテネ近郊、11世紀末完成）
- カプニカレア聖堂（アテネ、11世紀完成）
- キリスト・ポンテポプテス修道院中央聖堂（イスタンブール、現エスキ・イマレト・ジャーミイ、1100年ごろ完成）
- スヴェティ・パンテレイモン修道院中央聖堂（ネレズィ、1164年完成）
- パントクラトール修道院（イスタンブール、現モッラー・ゼイレク・ジャーミイ、1120年ごろ起工・1136年ごろ完成）
- コーラ修道院中央聖堂（イスタンブール、現カーリエ美術館、12世紀前期ごろ）
- ハギア・ソフィア聖堂（モネンヴァシ、12世紀中期）
- パナギア・トゥ・アラコス聖堂（キプロス島、12世紀後期）
- アギオス・エレフテリオス聖堂（アテネ、12世紀完成）

### 末期ビザンティン建築

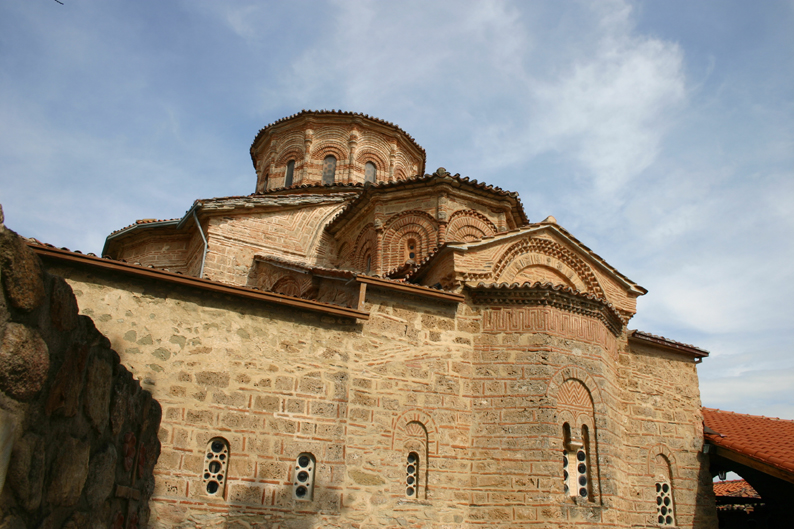
メタモルフォシス修道院（変容修道院、メガロ・メテオロン）中央聖堂

- ブラケルネ修道院中央聖堂（アルタ、13世紀初期に再整備）
- カト・パナギア修道院中央聖堂（アルタ、1250年ごろ起工・1270年ごろ完成）
- ハギア・ソフィア聖堂（トラブゾン、1250年ごろ完成）
- コンスタンティノス・リプス修道院南聖堂（イスタンブール、現フェナリ・イサ・ジャーミイ、1282年ごろ）
- ポルタ・パナギア聖堂（トリカラ、1283年完成）
- パナギア・パリゴリティサ聖堂（アルタ、1282年起工・1289年完成）
- アギオス・バシリオス聖堂（アルタ、13世紀）
- ハギイ・テオドリ聖堂（ミストラ、1290年から1295年ごろ完成）
- アギオス・ディミトリオス聖堂（ミストラ、13世紀後半）
- アギオス・エウゲニオス聖堂（トラブゾン、13世紀末）
- コンスタンティノス・ポルフュロゲネトスの宮殿（イスタンブール、現テクフルサライ、13世紀末）
- パナギア・パンマカリストス付属礼拝堂（イスタンブール、現フェティエ・ジャミィ、1310年ごろ完成）
- ブロントシオン修道院パナギア・オディギトリア聖堂（ミストラ、1310年ごろ完成）
- アギイ・アポストリ聖堂（テッサロニキ、1310年起工・1314年完成）
- コーラ修道院修復工事（イスタンブール、現カーリエ博物館 1316年起工・1321年完成）
- パナギア・ペリブレプトス聖堂（ミストラ、1350年から1375年ごろ完成）
- ネア・モニ修道院中央聖堂（テッサロニキ、現プロフィティス・イリアスと推定、1360年ごろ完成）
- ヴラタドン修道院（テッサロニキ、1360年ごろ完成）
- イパパンティ修道院中央聖堂（メテオラ、1366年完成）
- アギオス・アサナシオス・トゥ・ムザキ聖堂（カストリア、1384年ごろ完成）
- メタモルフォシス修道院（変容修道院）中央聖堂（メテオラ、1388年完成）
- パンタナッサ修道院中央聖堂（ミストラ、1428年完成）

## 関連項目

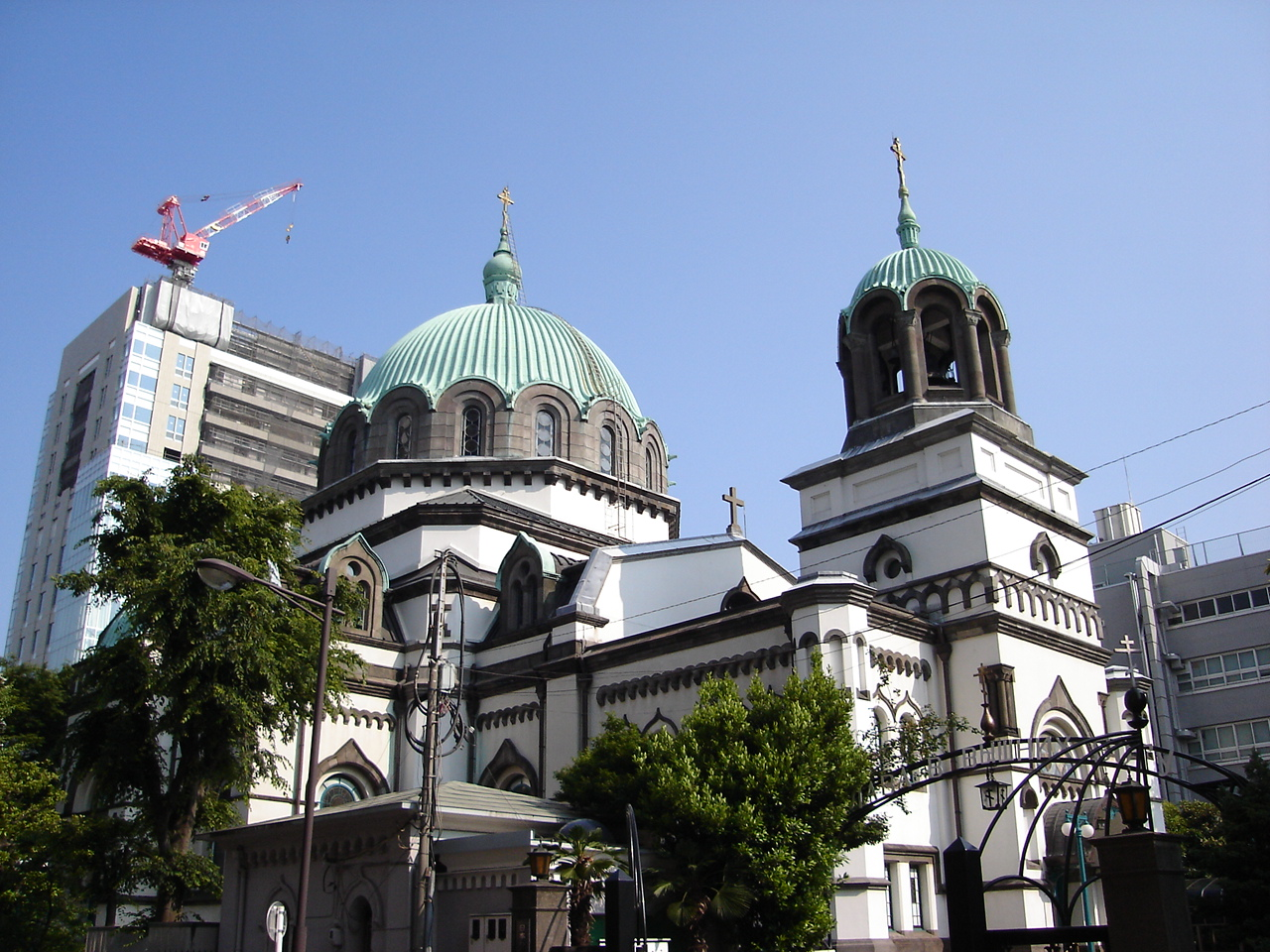
日本正教会のニコライ堂（東京都千代田区）。日本最大のビザンティン建築による大聖堂。